# Chemin de fer de la Mure
Le chemin de fer de La Mure, dit aussi le petit train de La Mure, est un chemin de fer à voie étroite, devenu en 1989 une ligne touristique reliant Saint-Georges-de-Commiers à La Mure, dans le sud du département de l'Isère.
Après l'éboulement massif du 26 octobre 2010 d'une falaise surplombant la ligne, la circulation est interrompue et seul le musée de La Mine image situé à La Motte-d'Aveillans reste ouvert. Après onze années d'interruption de service, la réouverture de la ligne sur une portion de 15 kilomètres depuis La Mure, d'abord programmée pour le 1er juillet 2020, est finalement effective le 21 juillet 2021.

## Histoire

### La ligne Saint Georges - La Mure
La loi du 17 juillet 1879 (dite plan Freycinet) établit le classement de 181 lignes de chemin de fer à construire au titre des chemins de fer d’intérêt général. Parmi celles-ci, une ligne allant de La Mure (Isère) à la ligne de Grenoble à Gap porte le  no 127.
En 1880, la décision est prise de relier par voie ferrée le bassin minier de La Mure à l'agglomération grenobloise, son principal client. Le plateau de la Matheysine, situé à  900 mètres d'altitude et la vallée de l'Isère, 600 mètres plus bas, ce qui rend difficile l'établissement du tracé. L'accès par la rampe de Laffrey étant exclu, le tracé  doit emprunter la vallée du Drac, très accidentée sur ce secteur.
Ces conditions géographiques particulièrement difficiles ont imposé le  choix de la voie étroite (1 mètre), permettant un gabarit moindre pour la réalisation des ouvrages d'art et des rayons de courbes plus faibles. La ligne est en correspondance avec la ligne de Grenoble à Gap, qui suit le Drac depuis Grenoble jusqu'à Saint-Georges-de-Commiers.
La déclaration d'utilité publique date du 27 mars 1881 (pour la ligne principale et l'embranchement de La Motte-d'Aveillans à Notre-Dame-de-Vaulx). La construction effectuée sous la direction des Ponts et Chaussées, dure six ans et coûte douze millions de francs-or.
La nouvelle ligne, longue de trente kilomètres, comporte cent quarante deux ouvrages d'art, dont six grands viaducs et 18 tunnels. Leurs longueurs cumulées dépassent quatre kilomètres. Le dénivelé total est de 600 mètres, le tracé ne comporte aucune rampe supérieure à 28,5 ‰.
L'établissement de la plateforme sous la côte de Crozet (balcon du Drac), est l'objet d'une opération unique : depuis la rive opposée du Drac, on bombarde au canon la falaise jusqu'à  dessiner une entaille suffisante pour que les ouvriers puissent  prendre assise et commencer les travaux.
La ligne est inaugurée le 24 juillet 1888 et ouverte le 1er août 1888. Elle est exploitée par la compagnie de Fives-Lille en traction vapeur, puis à partir de 1892 par le service des Ponts et Chaussées de l'Isère.
La même année, un embranchement est réalisé depuis de la gare de La Motte-d'Aveillans, remontant le ruisseau de Vaulx jusqu'à Notre-Dame-de-Vaulx, pour desservir les mines. À la sortie de la gare de la Motte-d'Aveillans, cet embranchement contournait une colline que la ligne principale franchissait en tunnel, si bien qu'en plan l'embranchement traversait à deux reprises le tracé de la ligne principale.Il fut question d'un prolongement de cet embranchement vers Laffrey, mais ce projet n'eut pas de suite.
Un autre embranchement de cinq cents mètres environ est créé, en courbe, à quelques mètres de l'entrée du tunnel sous le col de la Festinière (côté plateau Matheysin). Cet embranchement était exploité en traction hippomobile pour desservir un puits de mine avant même l'électrification de la ligne. De nos jours, on peut toujours apercevoir la plateforme envahie par la végétation, sur la droite du parcours, dans le sens La Mure-St Georges de Commiers, juste avant le début de la descente. Cette courbe de 500 m est l'amorce de l'embranchement.
L'antenne de Notre-Dame-de-Vaulx est fermée le 12 mai 1936 et le déclassement intervient le 15 février 1952. Elle n'a jamais été électrifiée. Aujourd'hui, elle est devenue un chemin pour randonnées en VTT, accessible aux débutants : la pente en est très faible, caractéristique de toute plateforme ferroviaire classique.
En 1978, une société privée reprend à son compte l'exploitation du trafic touristique de la ligne. Le trafic du charbon continue jusqu'en 1988.

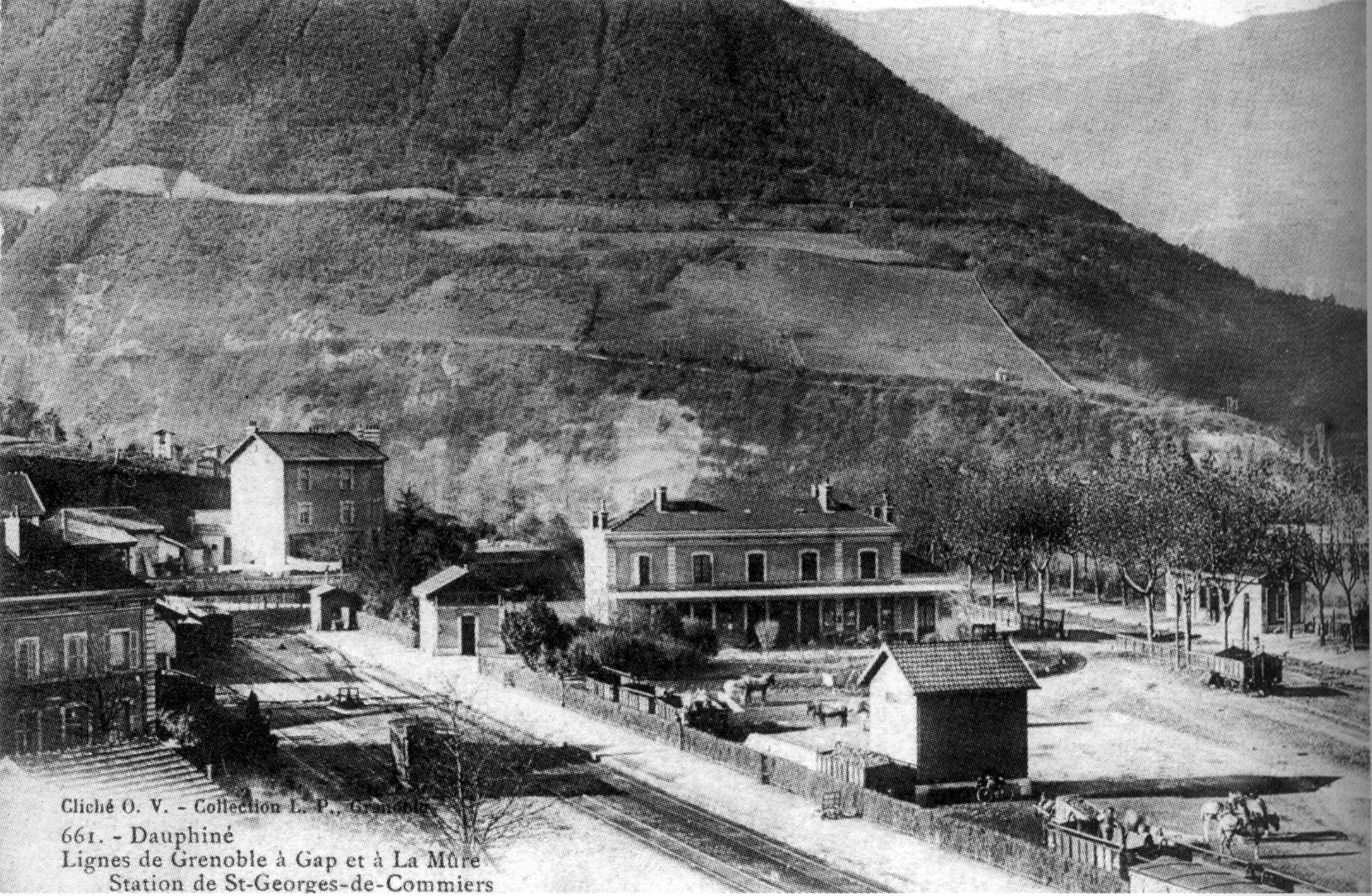
La gare de Saint-Georges de Commiers.
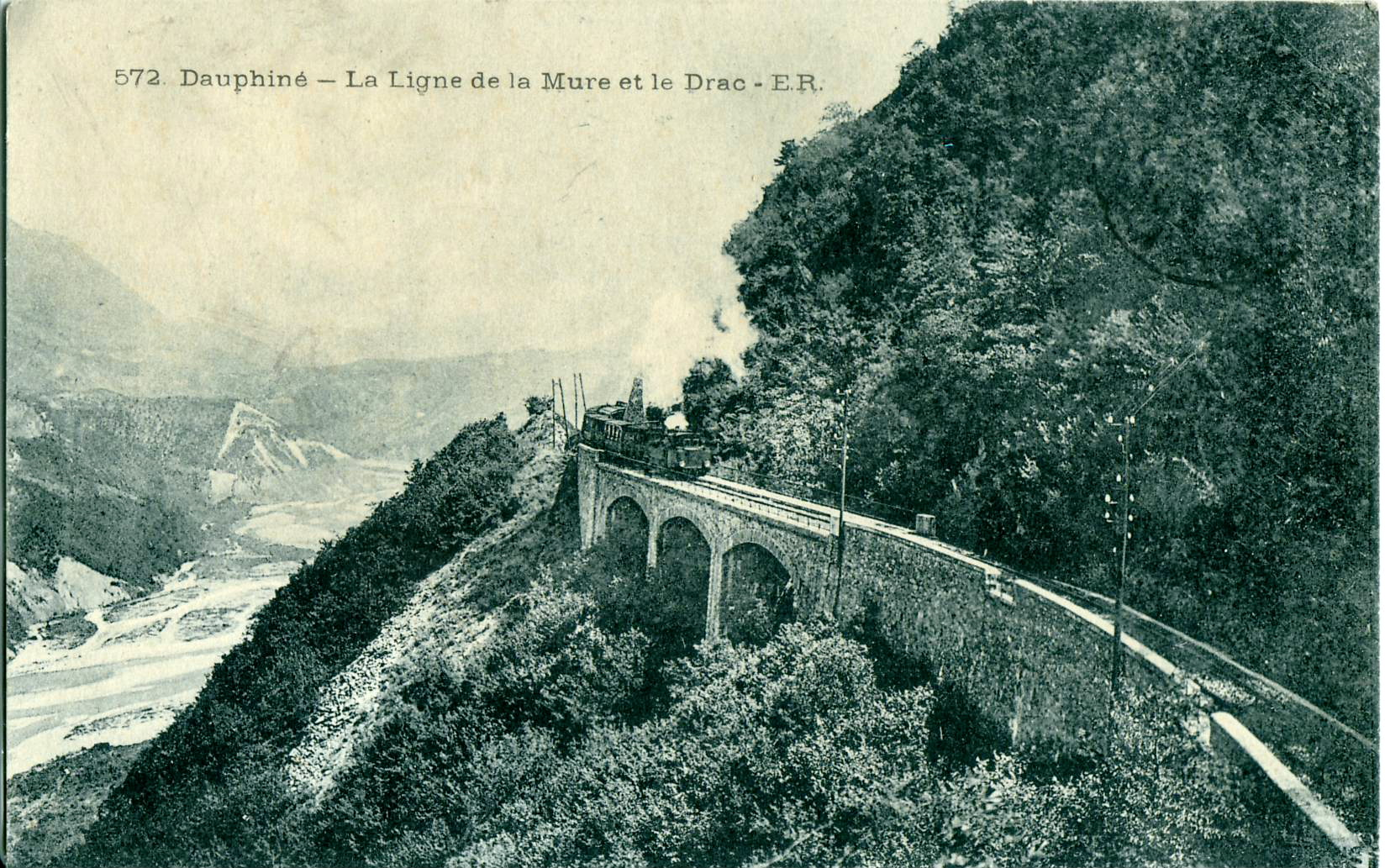
La ligne de la Mure, à l'époque de la traction vapeur.
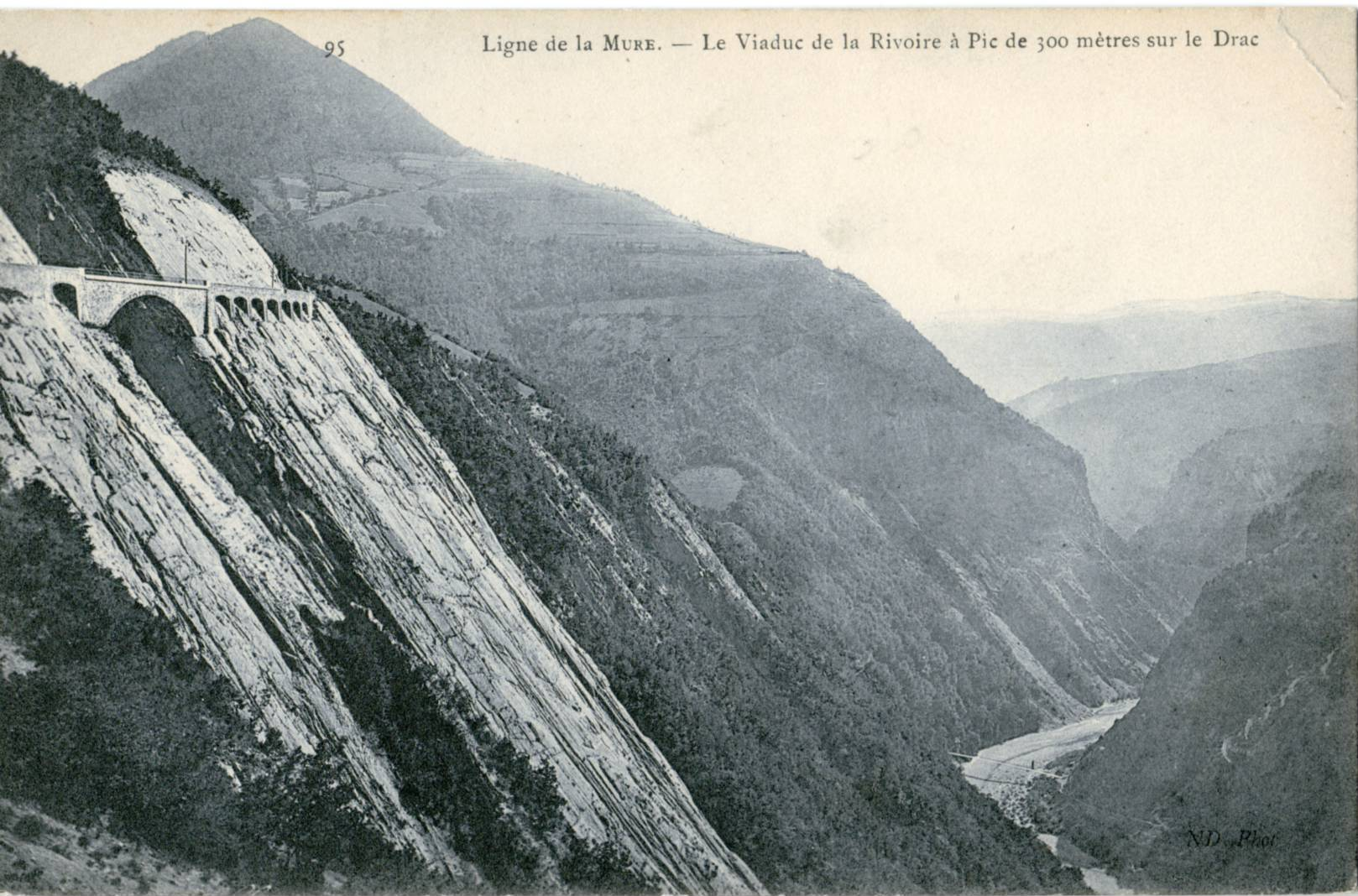
La basse vallée du Drac et le viaduc de la Rivoire, vers 1906.
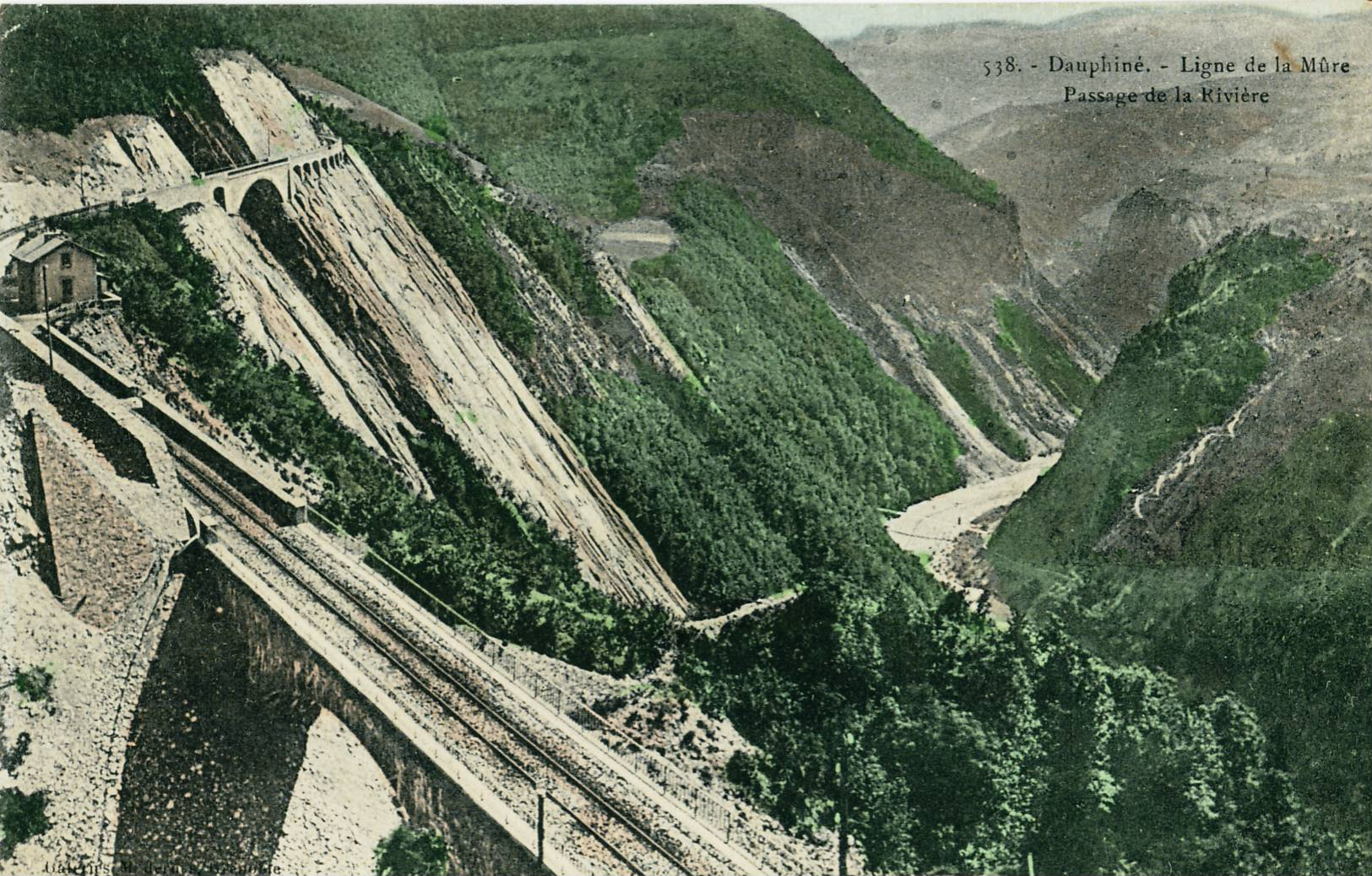
Passage de la Rivoire.
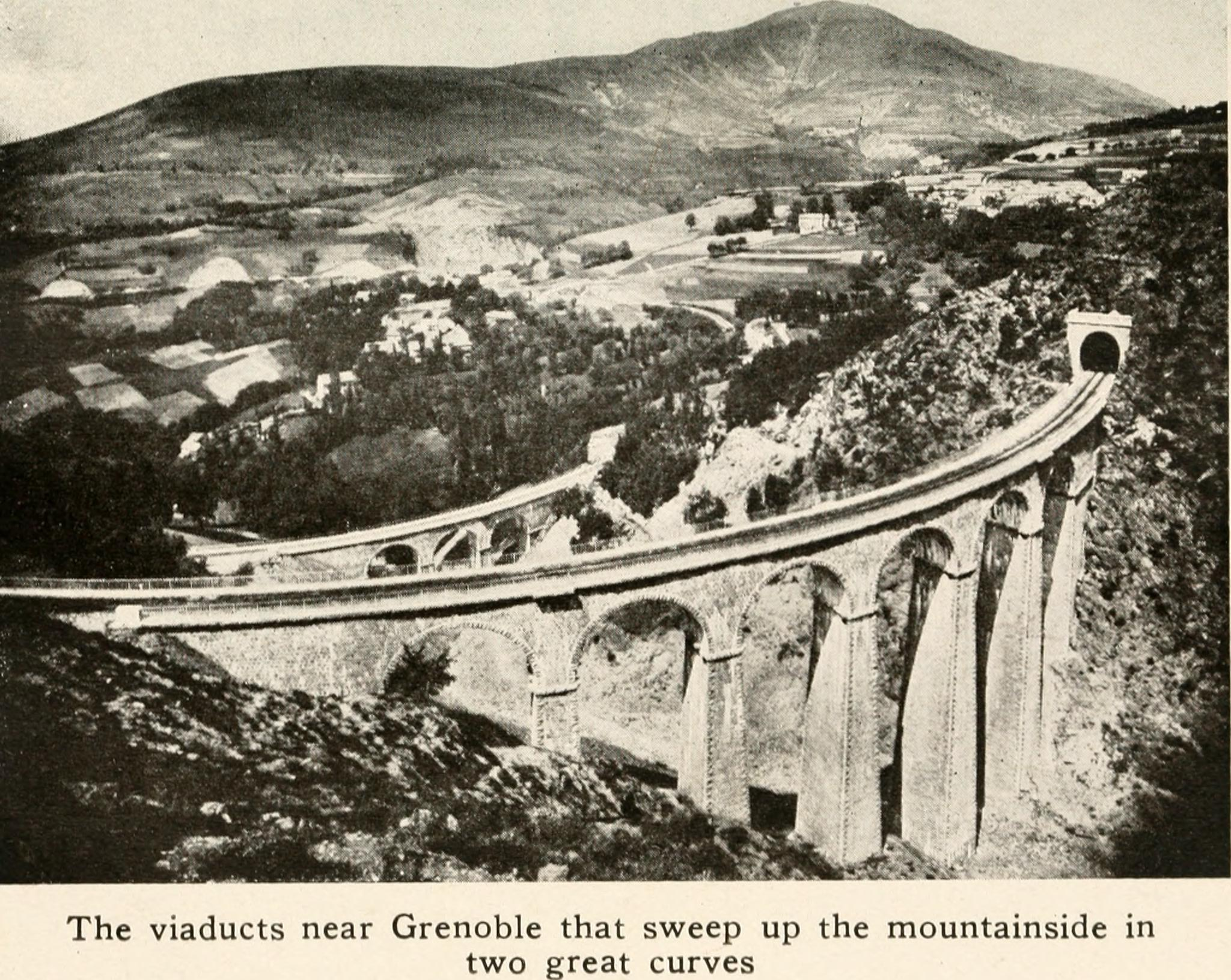
Les viaducs de Loulla.
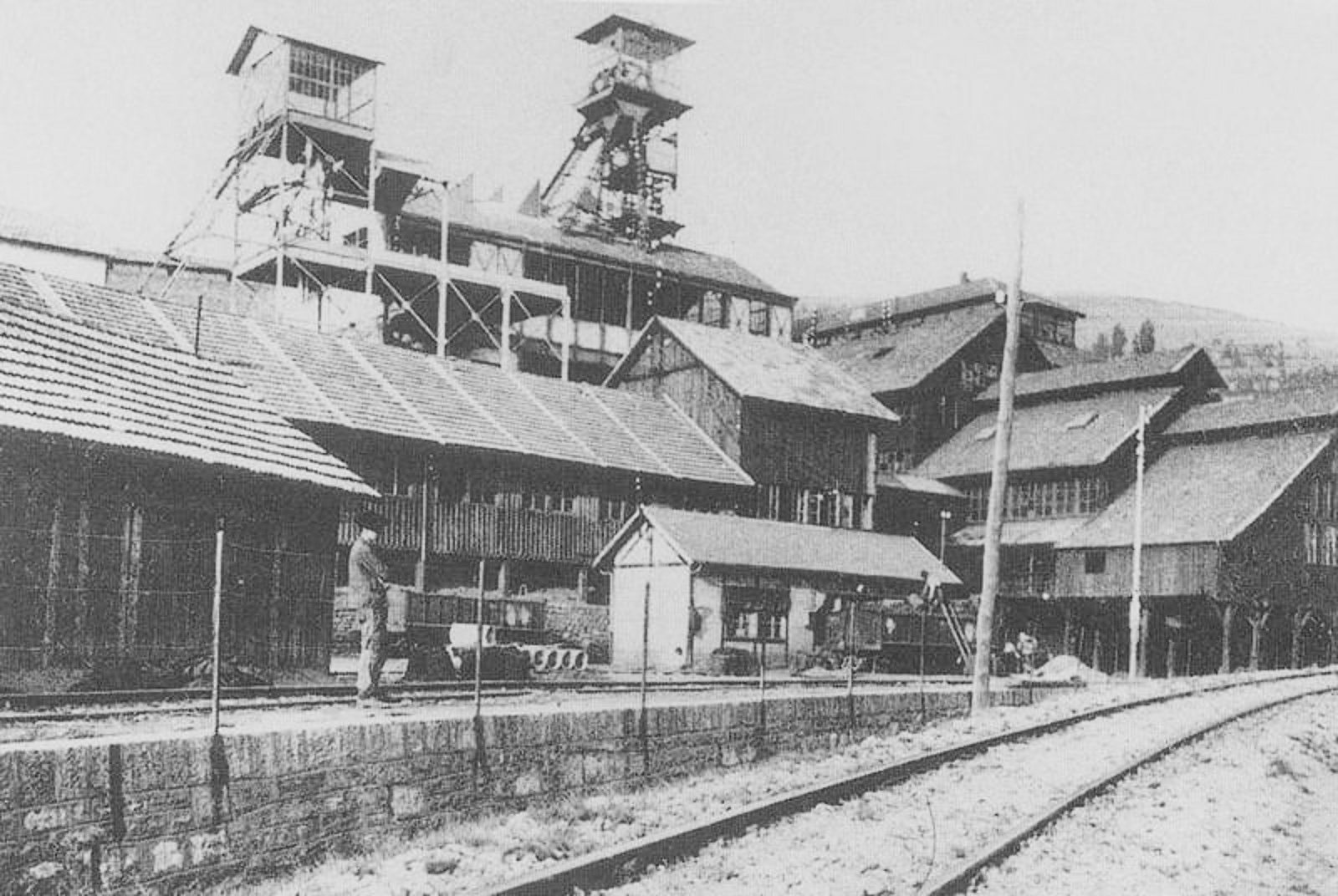
Le Puy Sainte-Marie à la Motte d'Aveillans avec la voie au premier plan.

### Le tracé
La ligne a son origine en gare de Saint-Georges-de-Commiers, à l'altitude de 316 mètres. Les emprises sont communes avec SNCF sur la ligne Grenoble - Gap. Les voies du SG-LM sont parallèles à la voie (unique) SNCF, sans raccordement ni quai de transfert.
La ligne est orientée en direction du nord, et effectue immédiatement une rotation de 180 degrés en tunnel, afin d'atteindre les collines du Commiers, qu'elle gravit par de larges boucles. La voie domine bientôt la vallée du Drac, dans laquelle le barrage de Notre-Dame-de-Commiers retient un lac secondaire. La ligne est encore et pour peu de temps, dans un paysage boisé. Après avoir contourné le plateau de Monteynard, la voie, soudainement accrochée à flanc de falaise à la sortie d'un tunnel, domine le lac de Monteynard-Avignonet de plus de cent cinquante mètres, presque à la verticale.
La ligne bifurque alors vers l'Est et entre dans le vallon de La Motte. Après avoir surplombé le « château aux trois cent soixante-cinq fenêtres », elle atteint la gare de La Motte les Bains. Après avoir traversé le viaduc du Vaulx, la voie fait deux boucles complètes pour atteindre en dénivelé, les deux viaducs parallèles de Loulla. Ils sont séparés par un trajet de 1,5 kilomètre, pour quarante mètres de différence d'altitude.
Entre le viaduc du Vaulx (alt. 710 m) et la gare de La Motte-d'Aveillans (alt. 875 m), distante seulement d'un kilomètre à vol d'oiseau, le tracé se développe sur plus de six kilomètres. La liaison entre La Motte-d'Aveillans et la plaine de Susville se fait par un tunnel de plus d'un kilomètre de long (tunnel de la Festinière, altitude 925 m).
De Susville à La Mure, la voie longe les anciennes installations et les cités ouvrières liées à la mine, revenant à l'altitude de 882 mètres à son terminus. La longueur du tracé est de trente kilomètres exactement, pour une distance à vol d'oiseau de seize kilomètres entre les deux gares terminus.

### Ouvrages d'art

#### Tunnels

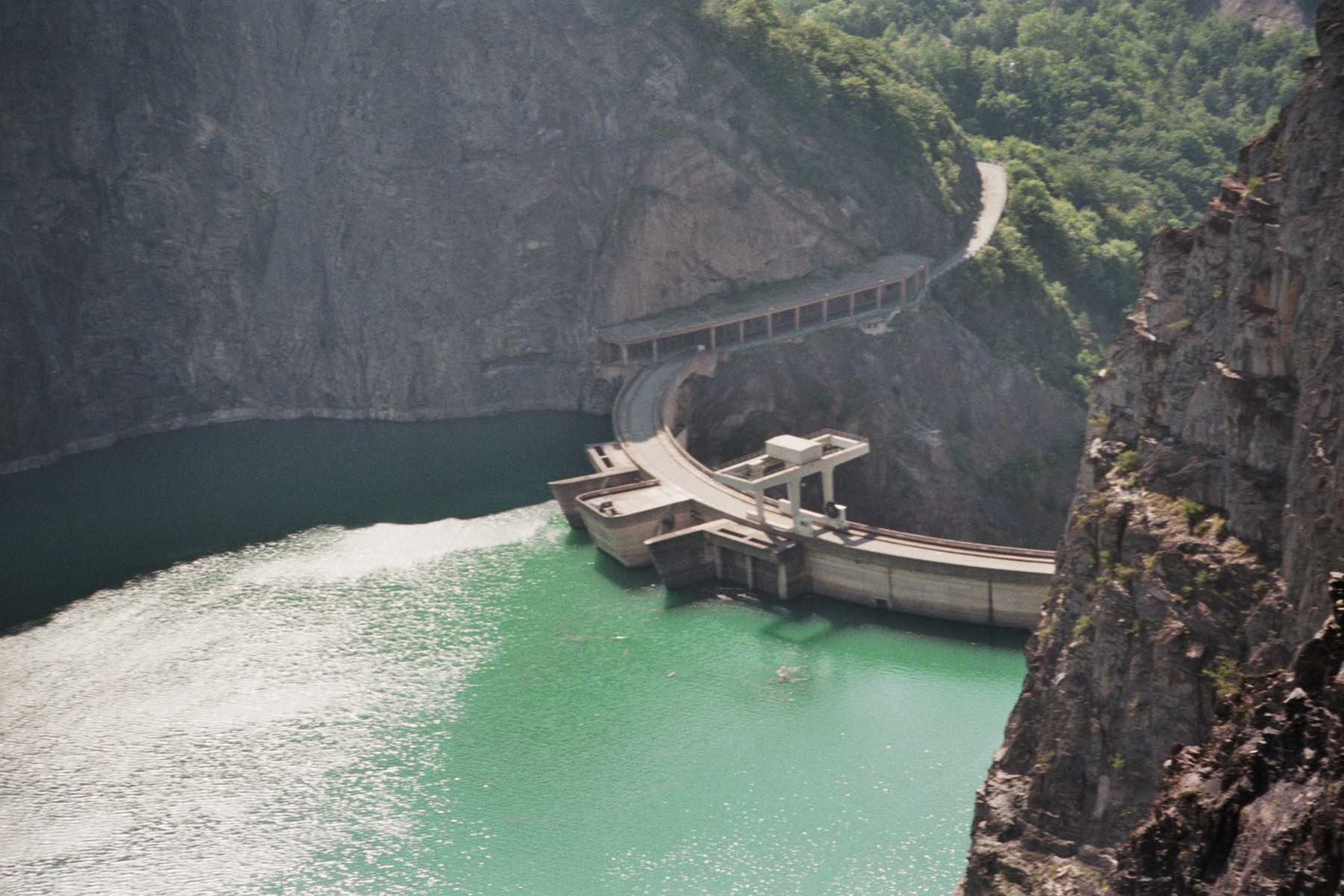
Le barrage de Monteynard-Avignonet vu du train à la sortie du tunnel de Brondes (lieu-dit "le grand balcon").

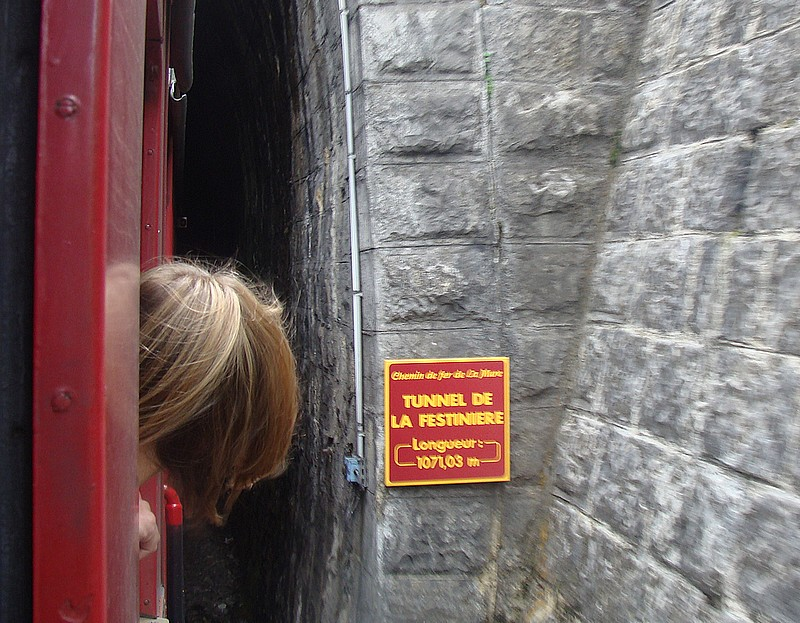
L'entrée nord du tunnel de la Festinière.

La ligne comporte dix huit tunnels, dont sept dépassent une longueur de deux cent cinquante mètres :
- la Festinière, mille soixante et onze mètres,
- les Ripeaux, quatre cent trente huit mètres,
- Brondes, quatre cent un mètres,
- Ravison, trois cent quatre vingt treize mètres,
- Serguignier, trois cent neuf mètres,
- les Challanches II, deux cent quatre vingt dix huit mètres,
- Pré Baron, deux cent cinquante quatre mètres.

Leur longueur cumulée est de quatre kilomètres deux cent cinquante sept mètres, soit plus de quatorze pour cent de la longueur de la ligne. Tous sont en courbe, sauf le plus long et les trois plus courts ; la plupart (douze sur quinze) sont en courbe de rayon minimum, soit cent mètres ; deux d'entre eux dépassent le demi-cercle (Ravison et les Ripeaux), deux autres s'en approchent (Pré Baron et les Chalanches II). Tous sont en déclivité de 22,5 à 27,5 ‰.

#### Viaducs
La ligne comporte neuf ponts ou viaducs d'une longueur de plus de trente mètres de long :
- Vaulx, cent soixante dix mètres,
- Loulla amont, cent dix mètres,

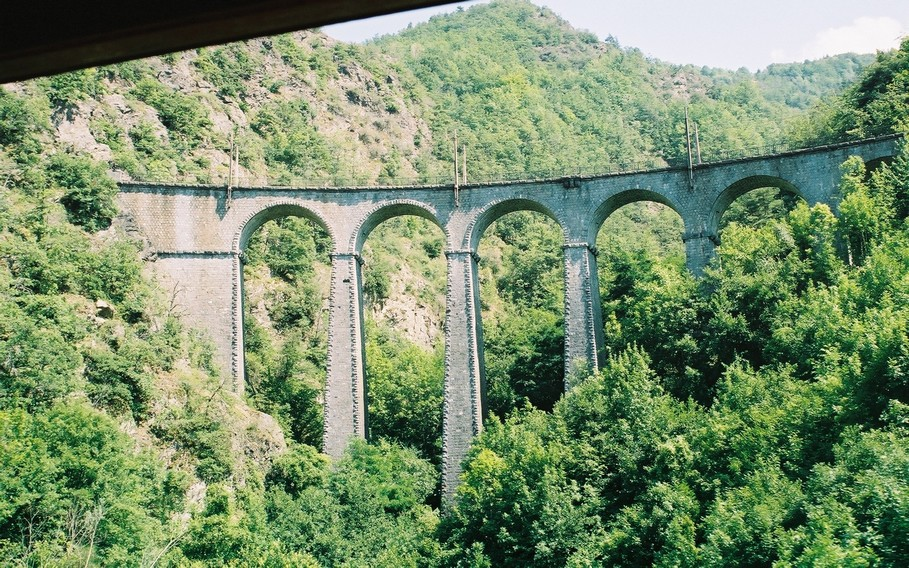
Le viaduc supérieur de Loulla vu depuis le viaduc inférieur

- Loulla aval, quatre vingt cinq mètres,
- le Pivou, cinquante neuf mètres,
- la Rivoire II, cinquante cinq mètres,
- la Clapisse, cinquante cinq mètres,
- Valley, quarante quatre mètres,
- la Rivoire I, trente quatre mètres,
- les Brondes, trente quatre mètres.

Tous sont construits en maçonnerie ; les trois plus courts sont des ponts en arc, d'une seule portée, de quinze ou vingt cinq mètres d'ouverture ; les six autres sont des ponts voûtés formés de plusieurs arches égales, de dix ou douze mètres d'ouverture. La plupart sont en courbe, et tous sont en déclivité.

### Le prolongement vers Corps et Valbonnais
Devant le succès de la ligne, l'idée d'un prolongement vers le sud nait rapidement : en 1904, le principe d'un prolongement vers Corps et Valbonnais est officiellement acquis. Les religieux de La Salette font pression en ce sens et envisagent même de prolonger la ligne par un téléphérique jusqu'au sanctuaire. Sur l'insistance des élus des Hautes-Alpes, c'est une ligne « de la Mure à Gap par Corps, avec embranchement sur Valbonnais » qui est déclarée « d'utilité publique » le 27 avril 1906.
La construction se heurte à des difficultés importantes : le franchissement du ravin de la Bonne (200 mètres de dénivelé, obstacle aujourd'hui encore sérieux pour la route nationale) entraîne un détour important par le nord. Le franchissement de la Roizonne, entre Nantes-en-Ratier et Siévoz, nécessite un viaduc imposant, un des derniers grands ouvrages d'art ferroviaires en maçonnerie de France, réalisé sous la direction de l'ingénieur Paul Séjourné.
L'embranchement vers Valbonnais est achevé et mis en service dès 1926. Corps est atteint en 1932.

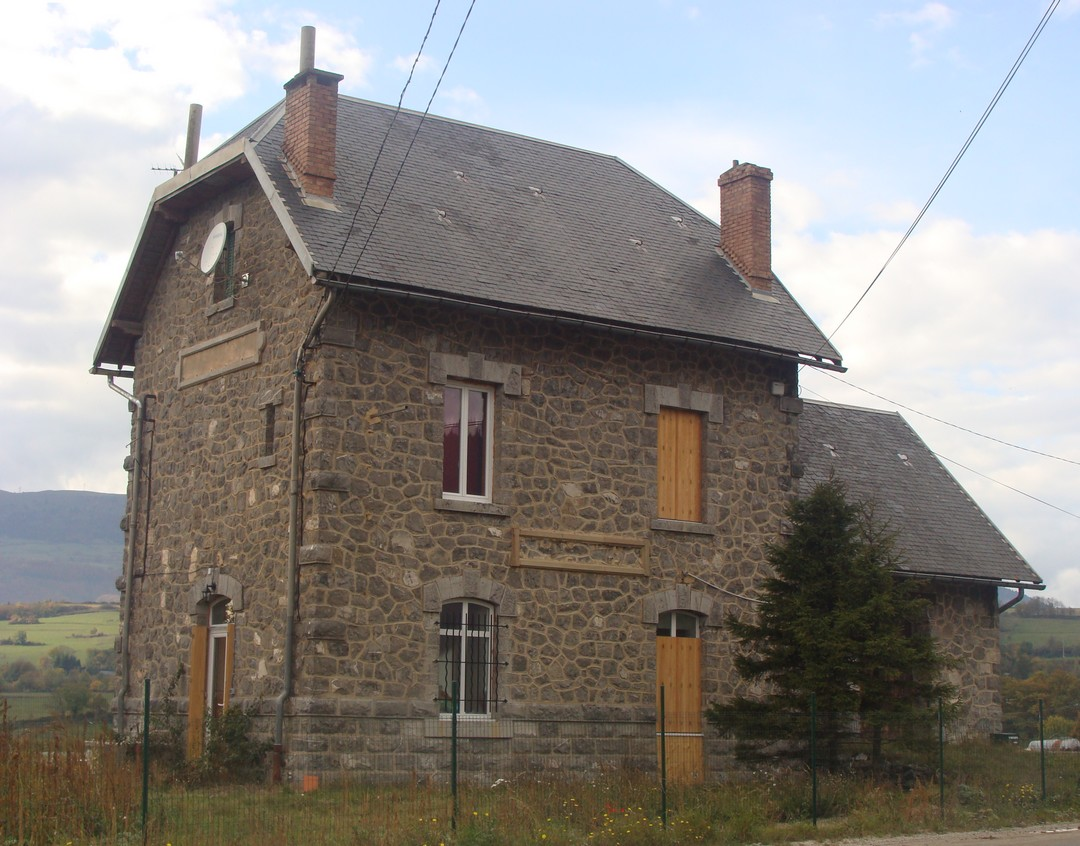
La gare de Roizon, état actuel
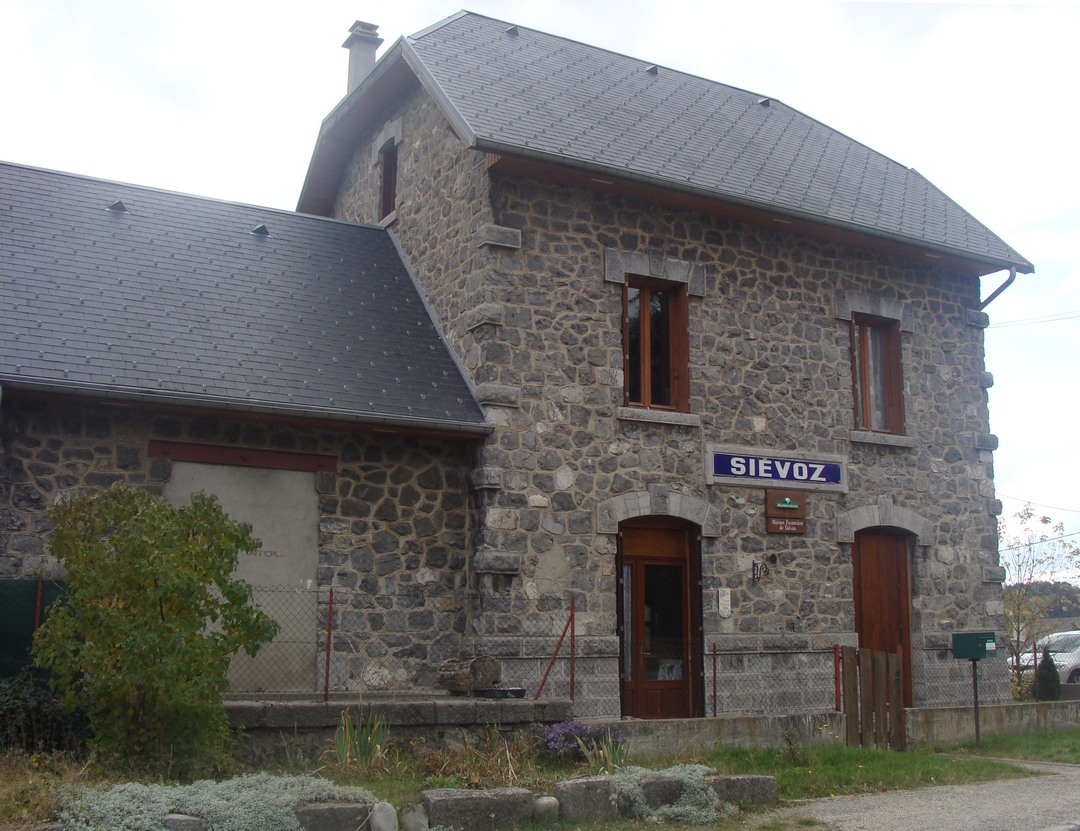
La gare de Siévoz, état actuel
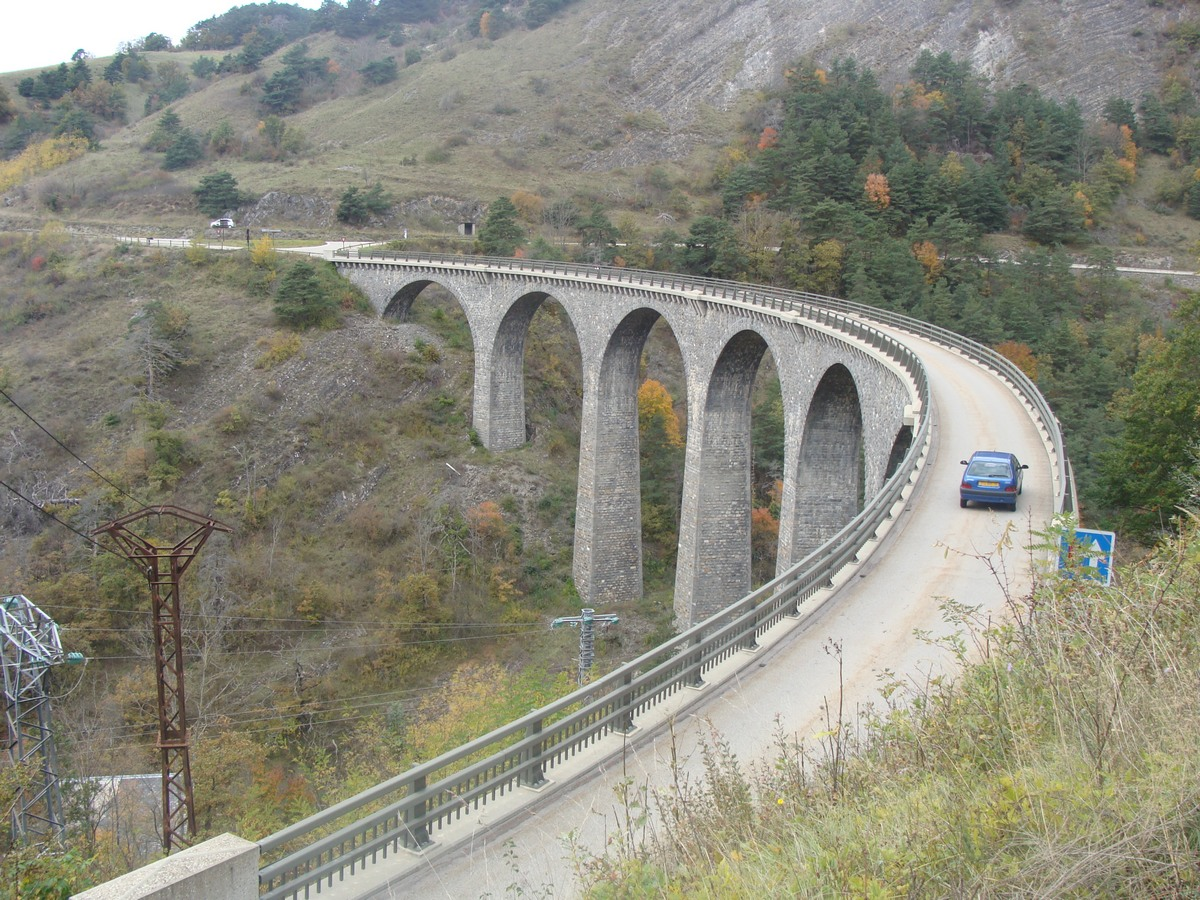
La bifurcation de Valbonnais et le viaduc de la Bonne
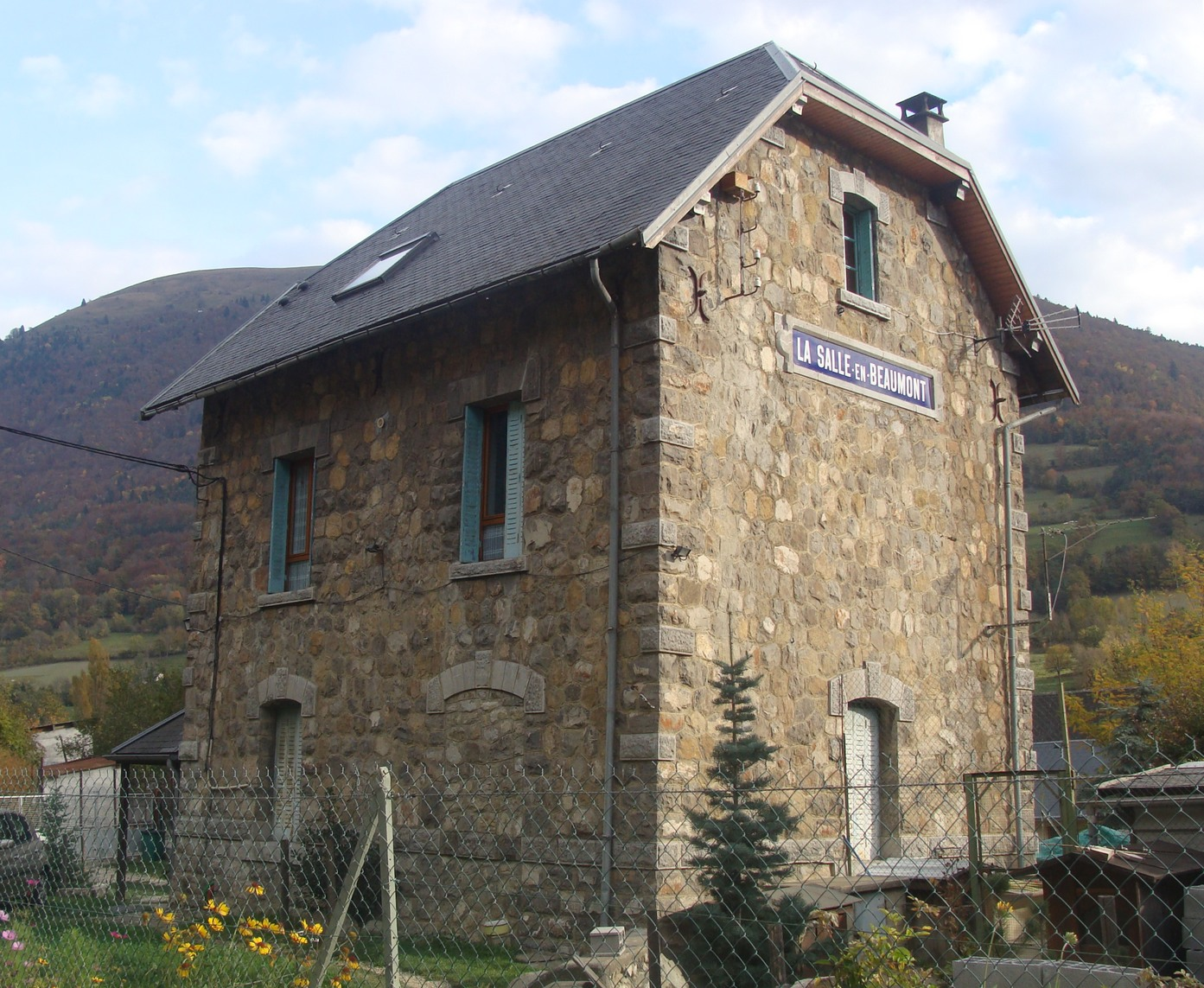
La gare de la Salle-en-Beaumont, état actuel

### L'extension vers Gap

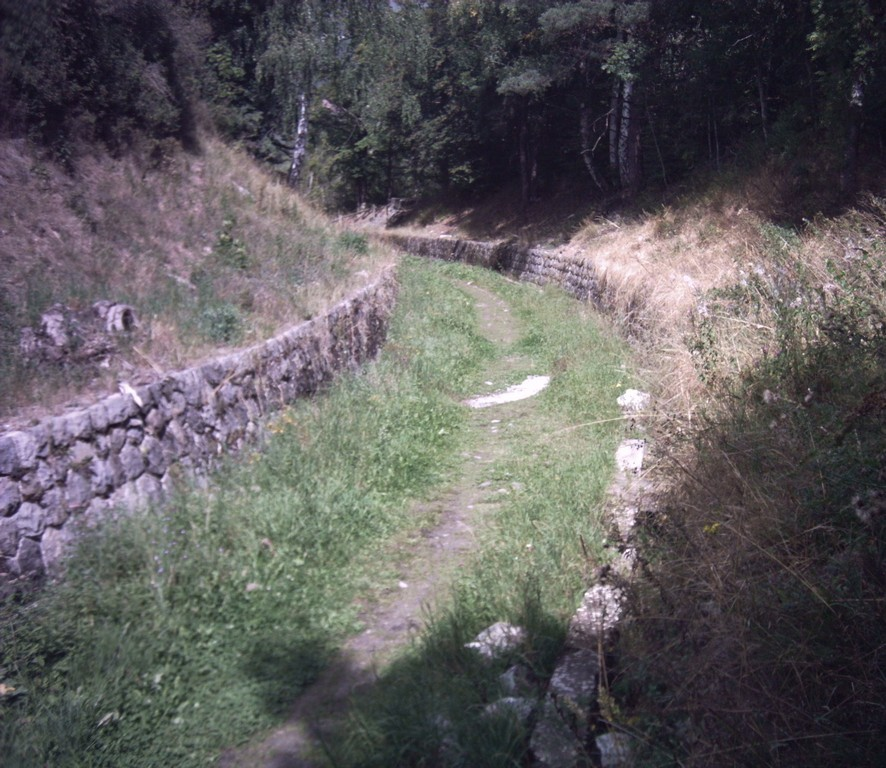
La tranchée de Forest-Saint-Julien, tracée pour le "SG-LM-G", et abandonnée

Le prolongement à Corps puis à Gap de la ligne de Saint-Georges-de-Commiers à la Mure (SG-LM), prévu par la loi de 1906, devait établir une relation presque directe entre Grenoble et Gap.
Les travaux commencèrent à partir de Gap. La principale difficulté fut la construction d'un important viaduc sur le torrent du Buzon. La première guerre mondiale ralentit sérieusement les travaux. C'est seulement en 1930 que les travaux de la plateforme, terminés au col de Manse, atteignirent Saint-Bonnet.
Il fallait encore réaliser vingt cinq kilomètres de ligne, dont dix en corniche au-dessus du Drac entre Aspres-les-Corps et Corps. Mais l'heure n'était plus à la construction de lignes secondaires. La construction fut abandonnée, la ligne déclassée le 30 novembre 1941 et le « SG-LM-G », dont le sigle figure encore sur les locomotives et automotrices, n'atteignit jamais Gap. Si cette ligne avait vu le jour, elle aurait probablement eu le même succès touristique que celle de Saint-Georges-de-Commiers à La Mure (le « SG-LM »). Le charbon destiné aux régions méridionales aurait pu transiter par cet itinéraire, et les gapençais n'auraient pas été obligés de passer par la Croix-Haute pour aller à Grenoble.
Malheureusement, cette ligne inachevée, tout comme celle de Chorges à Barcelonette, fut victime des décrets de « coordination » et des débuts du lobby routier (le ministre Paul Reynaud, originaire de Barcelonnette, était actionnaire d'une société de transport routier). Une plaque en tôle émaillée, d'époque, est exposée en gare de la Mure, avec l'inscription « construction de la ligne entre La Mure et Gap ». Cette plaque est restée longtemps fixée à l'extérieur de la gare, sur le portail d'accès aux voies, facilement visible par les touristes.

### Électrification
L'ingénieur René Thury réalise en 1903 une première mondiale :  une section de six kilomètres de ligne, située entre les gares de la Motte les Bains et la Motte-d'Aveillans est électrifiée en courant continu à la tension de 2 400 volts. Elle est alimentée par l'usine hydroélectrique d'Avignonet sur le Drac. Les essais ayant été concluants, la ligne est entièrement électrifiée en novembre 1912. Ainsi, la houille (noire) est transportée grâce à la houille blanche.
L'alimentation se fait par une ligne aérienne à deux fils de contact (+ et - 1 200 V) dite système à deux ponts que René Thury avait expérimenté sur le tramway de Grenoble à Chapareillan. La locomotive E1, « Le Drac », possède quatre essieux moteurs indépendants développant ensemble 500 ch (env. 367 kW). Elle pèse 50 tonnes et peut tracter vingt wagons vides (soit cent tonnes à la montée, et trois cents tonnes à la descente à la vitesse de 22,5 km/h.
Cette électrification reste de nos jours très rare à la tension de 2 400 V, avec jadis en Suisse, la ligne Coire-Arosa des chemins de fer rhétiques et le Chemin de fer Nyon-Saint-Cergue-Morez, tous deux ayant depuis modifié leur tension. La ligne électrifiée comporte à l'origine deux sous-stations, l'une aux Ripeaux et l'autre à la Motte les Bains.
En 1951, la ligne aérienne est transformée en ligne de contact à fil unique. Jusqu'à l'été 1985, l'ancien système de distribution électrique était encore en service. La conversion en courant alternatif-continu se faisait encore au moyen de redresseurs à vapeur de mercure, datant de l'entre-deux-guerres. Une seule sous-station existe ensuite, située en gare de La Motte les Bains et équipée de redresseurs secs à semi-conducteurs. En 1998, la sous-station est équipée de nouveaux transformateurs d'alimentation adaptés à la tension du réseau public de 20 000 V. En 2008, la ligne aérienne électrique a été complètement refaite.

## Exploitation
À l'origine, le chemin de fer assurait le transport des voyageurs et aussi celui des marchandises, notamment le charbon anthracite des mines (anthracite).
En 1935, au service d'été, le SGLM assurait trois allers-retours quotidiens entre Saint-Georges-de-Commiers et Corps, et un quatrième entre Saint-Georges et la Mure. Le billet pour un trajet Grenoble - Corps aller-retour coûtait quinze francs (dix pour la Mure).
L'embranchement de Valbonnais était desservi par des voitures directes depuis Saint-Georges, détachées en gare de Siévoz et par des circulations entre Siévoz et Valbonnais, en correspondances de ou vers Corps.
L'embranchement de Notre-Dame-de-Vaulx assurait aussi un service voyageurs jusqu'en 1936.

### Déclin et renaissance
La concurrence de la route est fatale au trafic voyageurs qui  cesse en 1950. La ligne est abandonnée en 1952 entre La Mure et Corps.
Le 18 octobre 1988 , le transport du charbon est arrêté. Le dernier puits des Houillères du Bassin du Dauphiné (HBD) est fermé en 1997, après d'âpres luttes des mineurs contre la fermeture de cette mine exceptionnellement riche (de l'anthracite à 95 %).

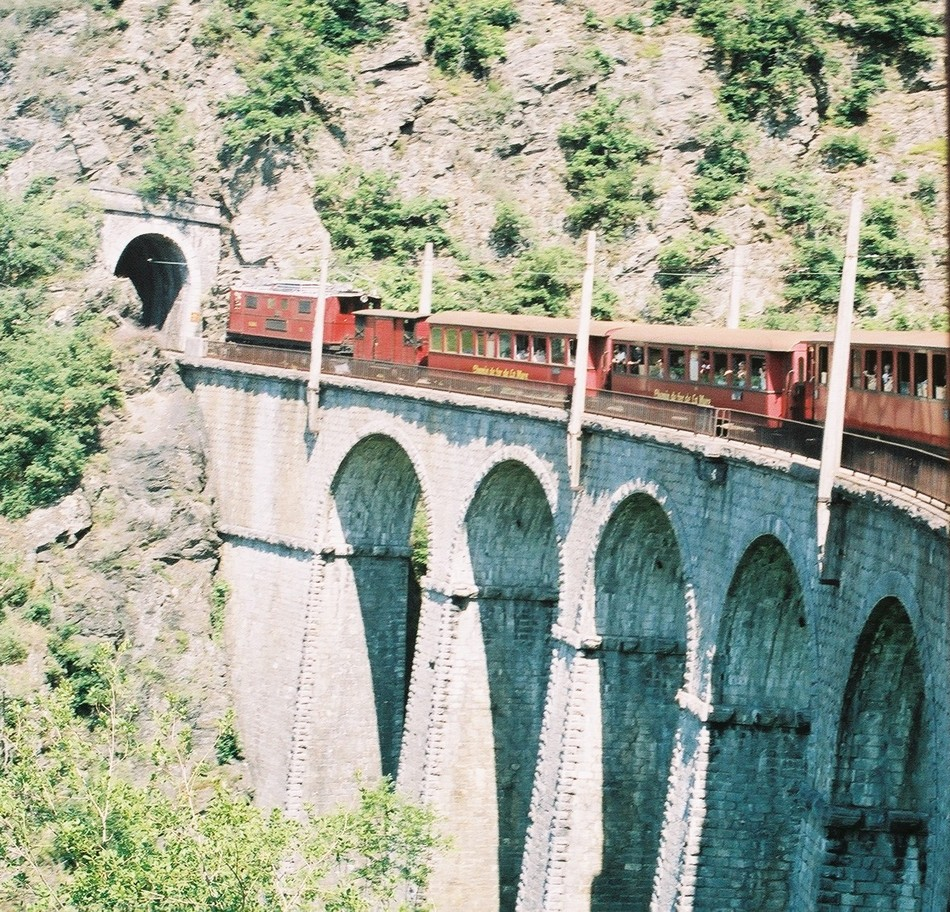
Une rame sur le viaduc haut de Loulla (été 2008)
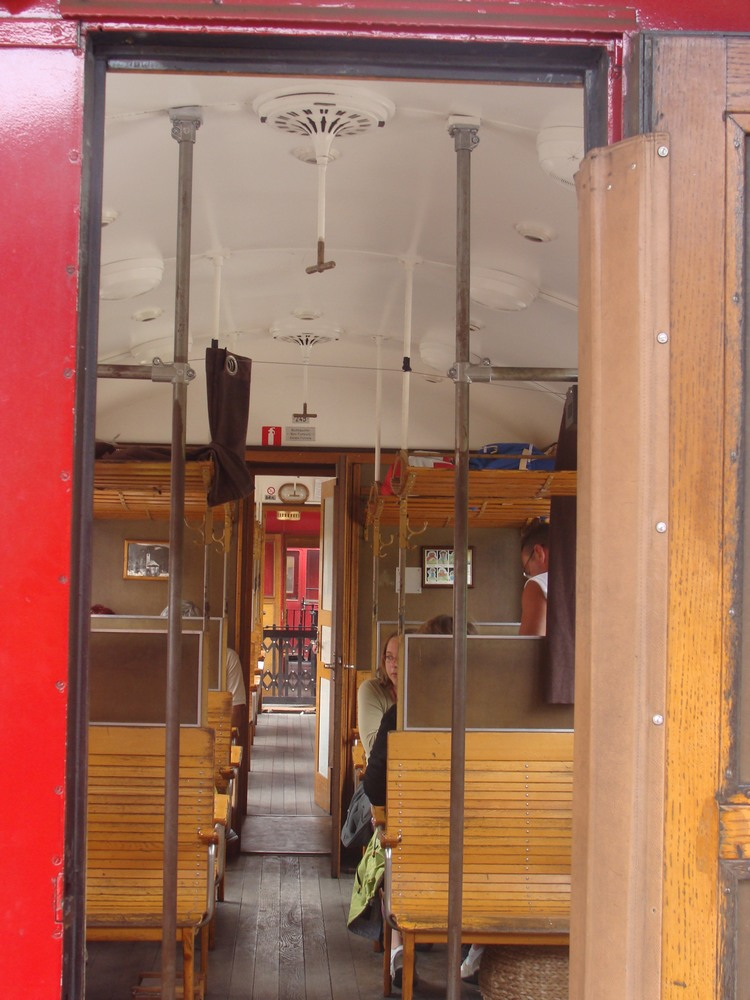
Le couloir central d'une voiture ; noter les sièges en lattes de bois
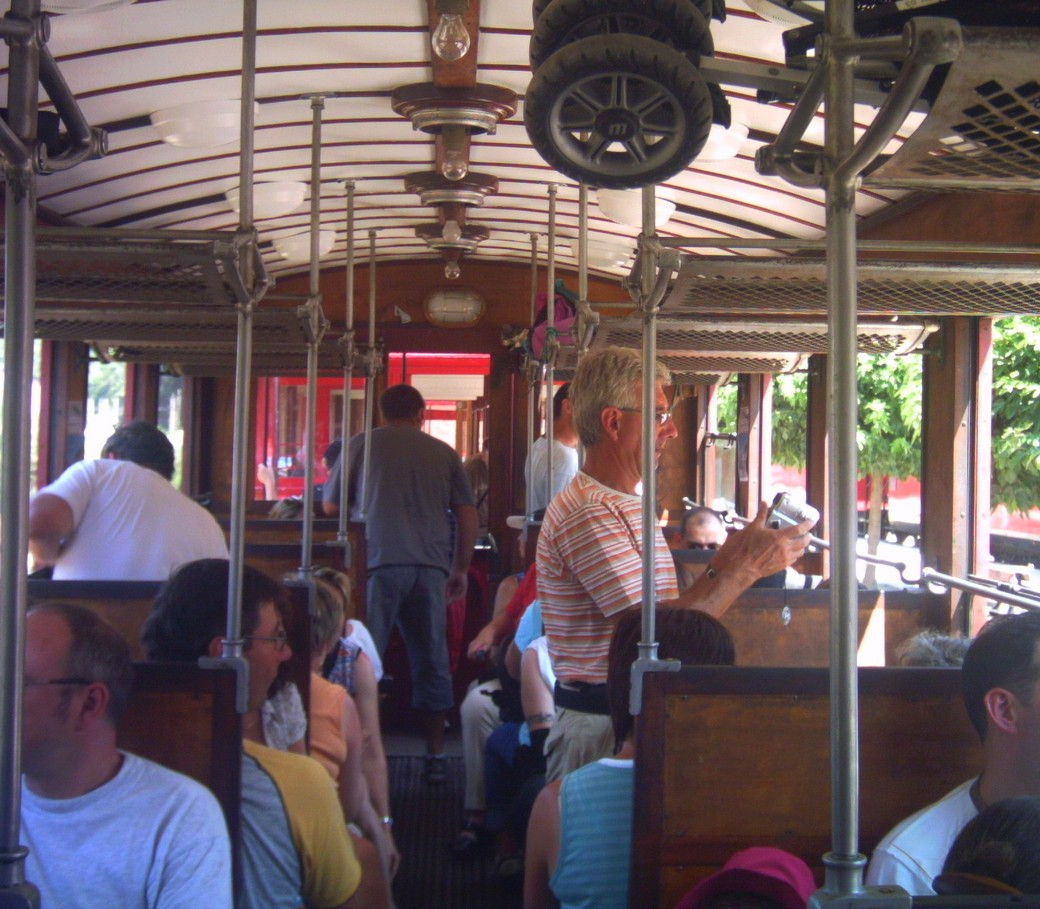
Intérieur d'une voiture standard
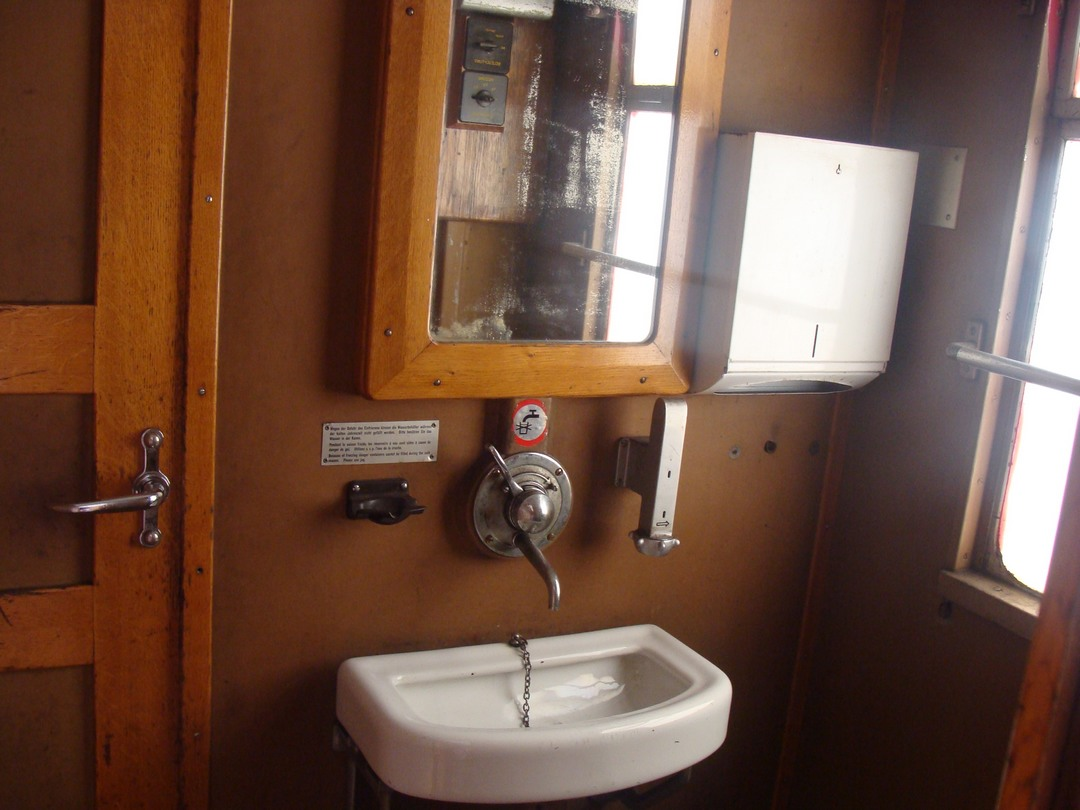
Les toilettes d'une voiture "standard"
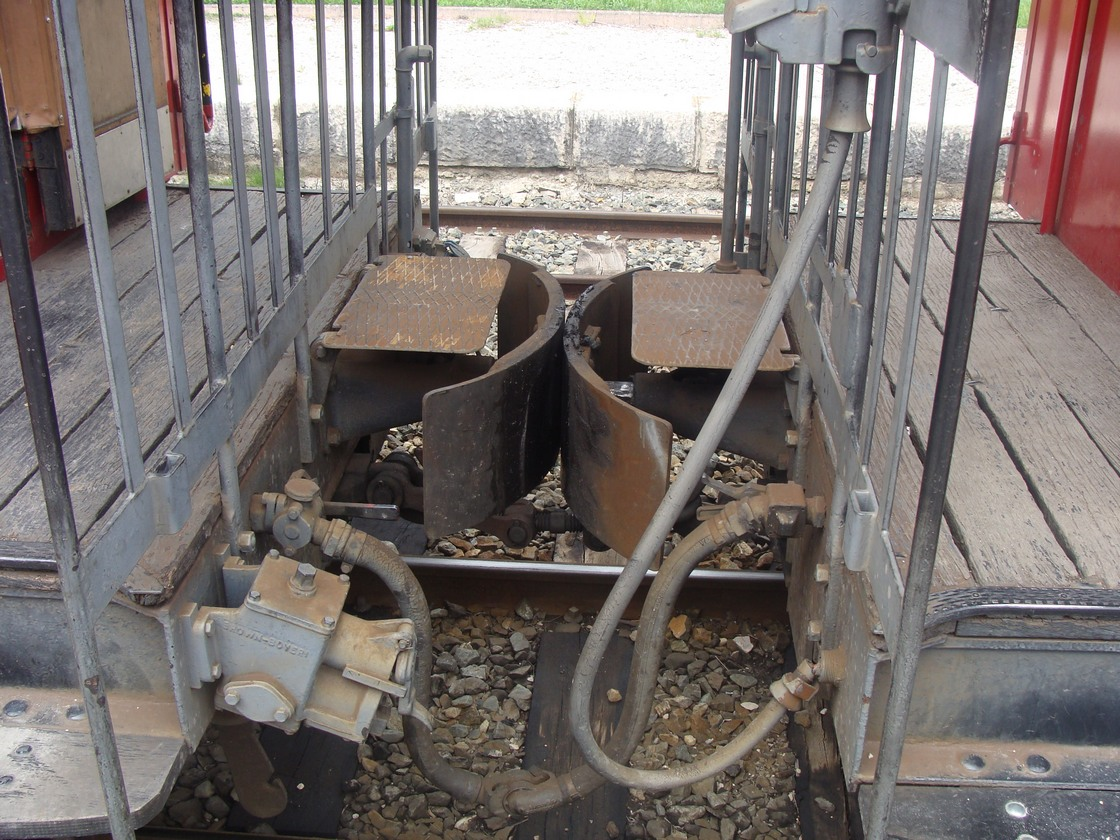
Attelage entre voitures de voyageurs

### 1978-2010: première période d'exploitation touristique

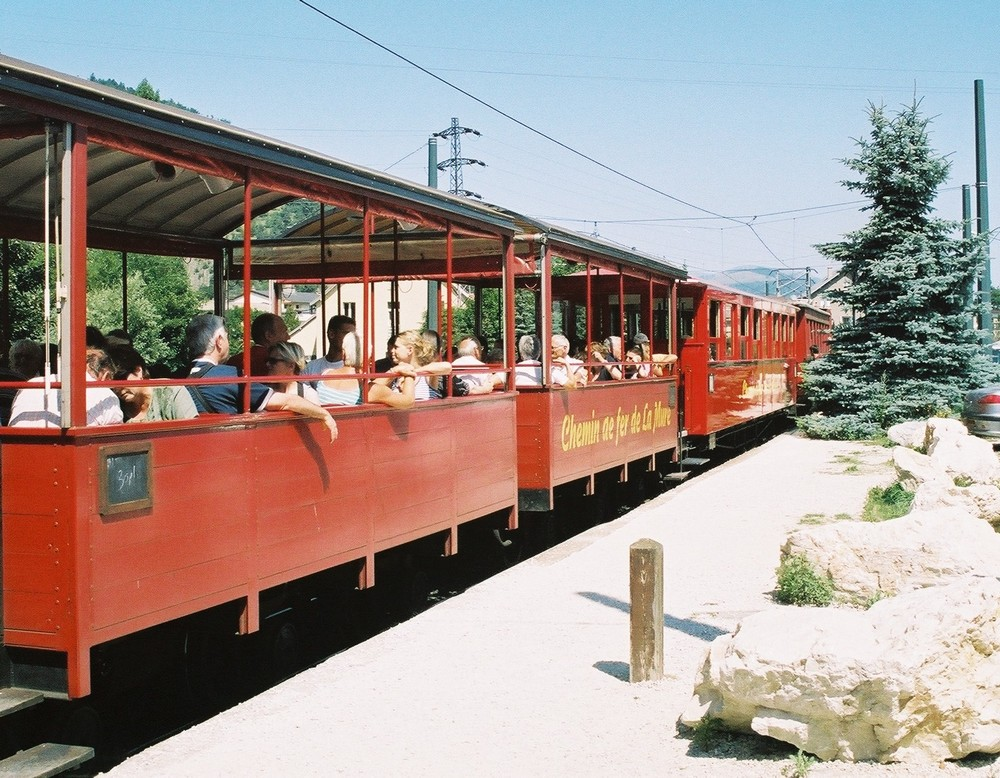
Un train au départ de la Mure.

#### Exploitants
En 1978, la Sofitec reçoit la mission de créer une exploitation touristique sur la ligne. En 1983, l'exploitation touristique est assurée par la Régie du chemin de fer de La Mure en remplacement de la Sofitec.
Le 23 juin 1990, l'exploitation touristique est assurée par la Satelam (société d'économie mixte), pour une durée de 10 ans. La convention d'exploitation est résiliée le 5 mai 1997.
À partir 1er février 1998, le chemin de fer de la Mure est exploité par la société Veolia Transport, filiale du groupe Veolia Environnement (ex-Vivendi), pour une durée de 8 ans. Veolia exploite par ailleurs le Chemin de fer de la Rhune au Pays basque.
En 2006, une nouvelle convention est signée avec Veolia jusqu'au 31 janvier 2011. En novembre 2009, la nouvelle société par actions simplifiée la société Chemin de fer de La Mure devient exploitante. C'est une filiale de Veolia.

#### Service

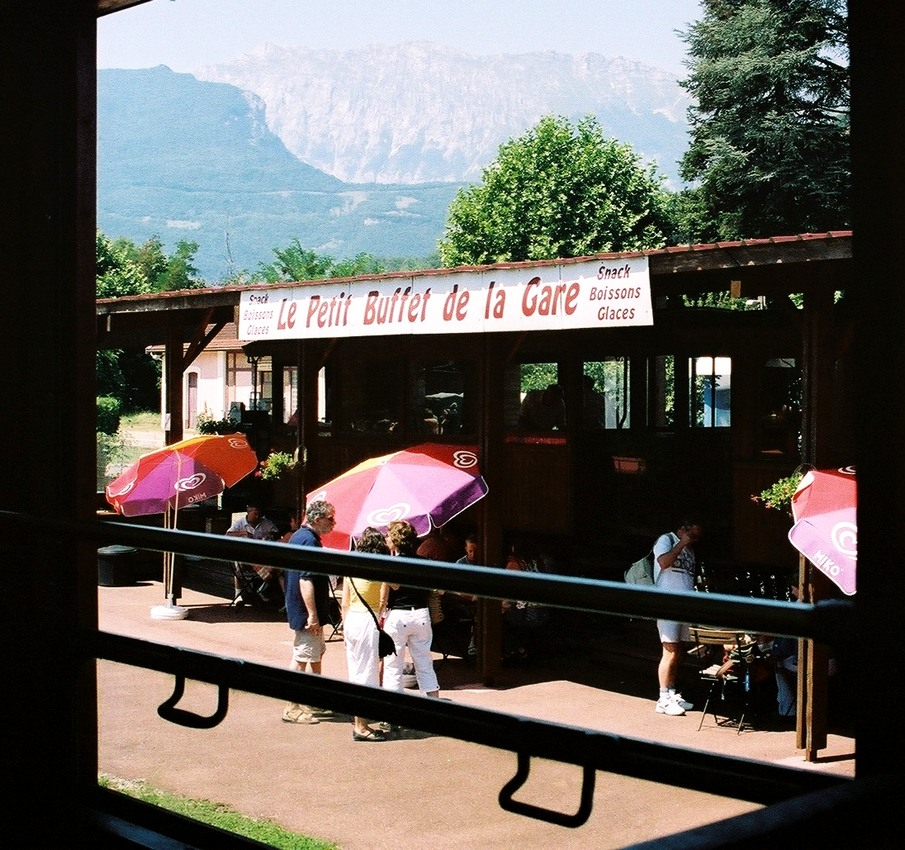
La buvette en gare de Saint-Georges-de-Commiers.

Le service était assuré d'avril à octobre, les dates de début et de fin d'exploitation étant fixées par le conseil général de l'Isère, propriétaire de la ligne. Deux trains effectuaient les allers-retours entre Saint-Georges-de-Commiers et La Mure. La durée du trajet était d'environ une heure et quarante minutes dans chaque sens, arrêts compris. La vitesse des circulations était limitée à 30 km/h.
En haute saison, on comptait quatre allers-retours par jour, les deux rames se croisant à mi-parcours en gare de La Motte-les-Bains. Dans chaque rame, un animateur décrivait les paysages traversés et évoquait les souvenirs de l'ex-SGLM.
| Année | Nombre de voyageurs transportés |
| ----- | ------------------------------- |
| 1997  | 51525                           |
| 1998  | 69502                           |
| 1999  |                                 |
| 2000  |                                 |
| 2001  |                                 |
| 2002  |                                 |
| 2003  |                                 |
| 2004  |                                 |
| 2005  | 79599                           |
| 2006  | 64822                           |
| 2007  | 64678                           |
| 2008  | 37299                           |
| 2009  | 53802                           |

En 2008 le train n'a circulé que trois mois par suite de travaux de rénovation de caténaire.
Un prolongement, à la Mure a été créé, lors de la création de la déviation de la route, suivant le ruisseau de la Jonche, jusqu'à un hôtel-restaurant. Cette section de ligne a été abandonnée et la voie déposée[réf. nécessaire].

### 2010-2021: années d'interruption des circulations

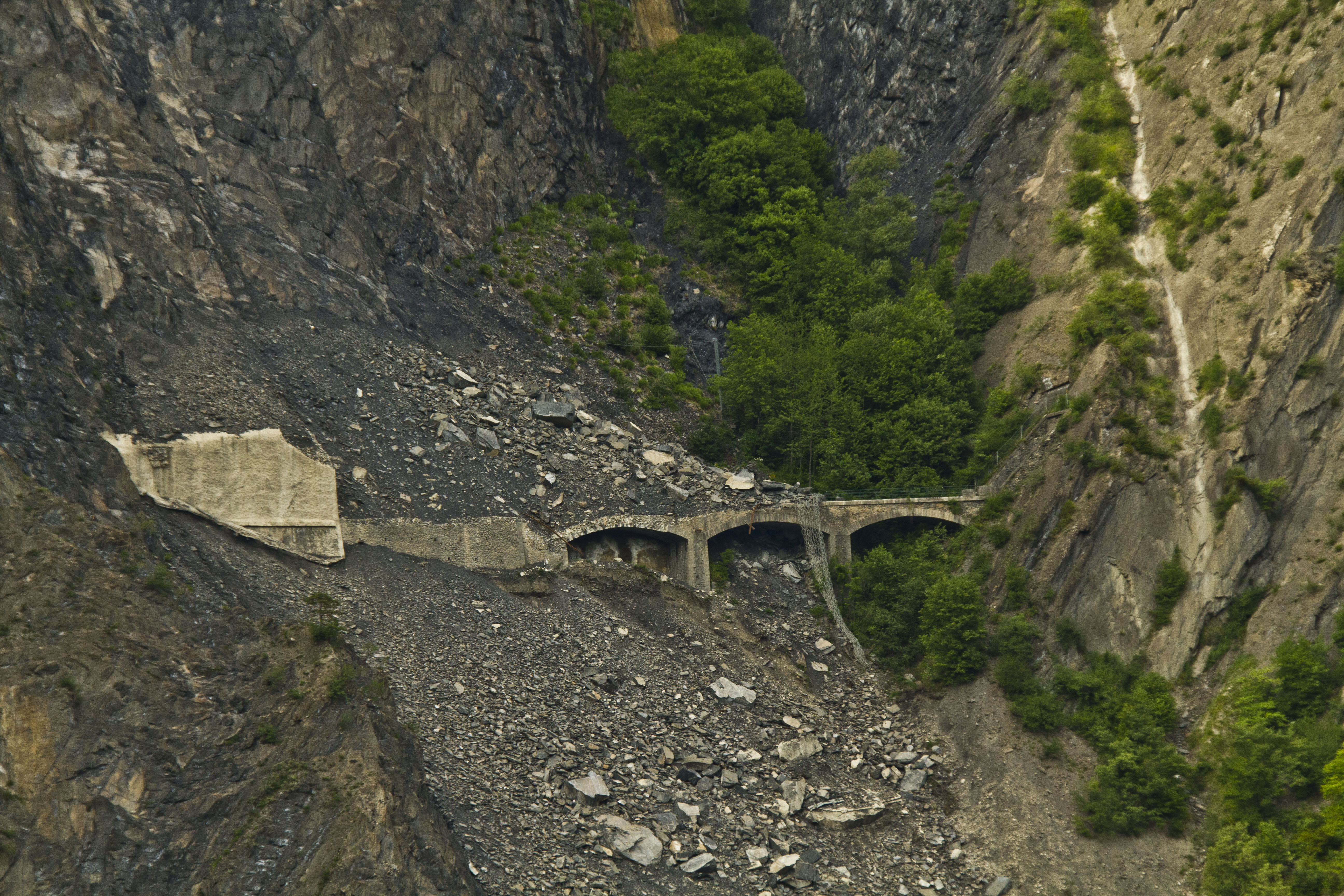
Éboulement sur la ligne de la Mure - Lac du Monteynard.

Le 26 octobre 2010, un éboulement survient entre le tunnel de Serguignier et le tunnel des Brondes. Un pan entier de la falaise (environ 3 000 m3) s'effondre sur la voie, endommageant le viaduc de la Clapisse, dominant le lac du Monteynard et situé entre les deux tunnels, ainsi qu'une galerie de protection contre les chutes de pierres. Aucune victime n'est à déplorer, mais cet éboulement bloque toute circulation à cet endroit, situé à peu près au milieu du trajet touristique. En conséquence le service est complètement interrompu sur la ligne entière.
La société Veolia Transport cesse l'exploitation du train et le personnel chargé de l'exploitation est licencié. Aucune circulation n'a lieu en 2011, du fait de l'absence de repreneur. Toutefois, le Conseil général de l'Isère, propriétaire de la ligne, envisage une reprise des circulations.
Une première procédure d'appel d'offres est ouverte en 2012 pour trouver un nouvel exploitant. Faute d'offre satisfaisante, une seconde procédure est engagée en 2013. Des négociations sont alors entamées en 2014 avec l'un des candidats, le groupe canadien SNC-Lavalin (par ailleurs exploitant du Panoramique des Dômes), mais elles échouent fin 2014.
Pendant ce temps, les installations sont laissées à l'abandon. Des associations, s'inquiètent de l'avenir du chemin de fer et de la sauvegarde du matériel et des installations durant cet arrêt de l'exploitation. En novembre 2013, une partie de la ligne aérienne de contact est dérobée par des voleurs de cuivre. La ligne avait été rénovée quelques années plus tôt.
Le Conseil général de l'Isère organise une nouvelle consultation. Le 13 mars 2015, il retient le projet proposé par la société Rails Atouts Fer et par délibération, donne mandat à son président pour négocier avec cette entreprise les termes d'une autorisation d’occupation temporaire du domaine public (AOT). Le projet concerne l'ensemble de la ligne sous différentes exploitations,. Mais les négociations avec la société Rails Atouts Fer échouent en septembre 2015. Le Conseil général de l'Isère relance alors une nouvelle consultation pour trouver un nouveau repreneur et relancer les circulations.

#### Le projet Edeis
Le 29 juin 2017, la société Edeis est choisie par le Conseil départemental de l'Isère pour restaurer la ligne et en reprendre l'exploitation,. Après la réalisation de travaux pour un montant de 26 millions d'euros, la reprise du trafic est prévue pour l'été 2020 sur une portion de 15 km linéaires. La fréquentation attendue à terme est de 120 000 voyageurs par an. Cependant, aucun train ne pourra circuler jusqu'à la gare de Saint-Georges-de-Commiers. Les associations présentes s’inquiètent face à la dégradation continue des wagons et des infrastructures.
Partant de la nouvelle gare de La Mure, le train fait une halte au musée Mine Image pour rejoindre ensuite le débarcadère de Monteynard, en offrant aux visiteurs à leur arrivée la possibilité de profiter du restaurant, du belvédère et d’une promenade panoramique. L'exploitation est assurée uniquement sur la partie supérieure de la ligne, soit une distance de 15 km (sur 30 km à l'origine).
Ce projet représente un budget total de 26 millions d'euros financé par le conseil départemental de l'Isère à hauteur de 15,7 millions d'euros et par son délégataire de service public, EDEIS, pour un montant de 6,6 millions d'euros. Les autres partenaires financiers sont la Communauté de communes de la Matheysine (2 millions d'euros), la Région Auvergne-Rhône-Alpes (2 millions d'euros) et l’État (160 000 euros).
En 2018, les travaux débutent.
L'ouverture initiale est prévue en juillet 2020. Cependant, à la suite des arrêts de travaux liés à la pandémie du Covid-19 en France et de la découverte de l’état très dégradé de certains ouvrages d’art et du matériel roulant, la mise en service du Petit Train de La Mure est repoussée au printemps 2021.

### 2021: Réouverture de la ligne, seconde période d'exploitation touristique

#### Réouverture

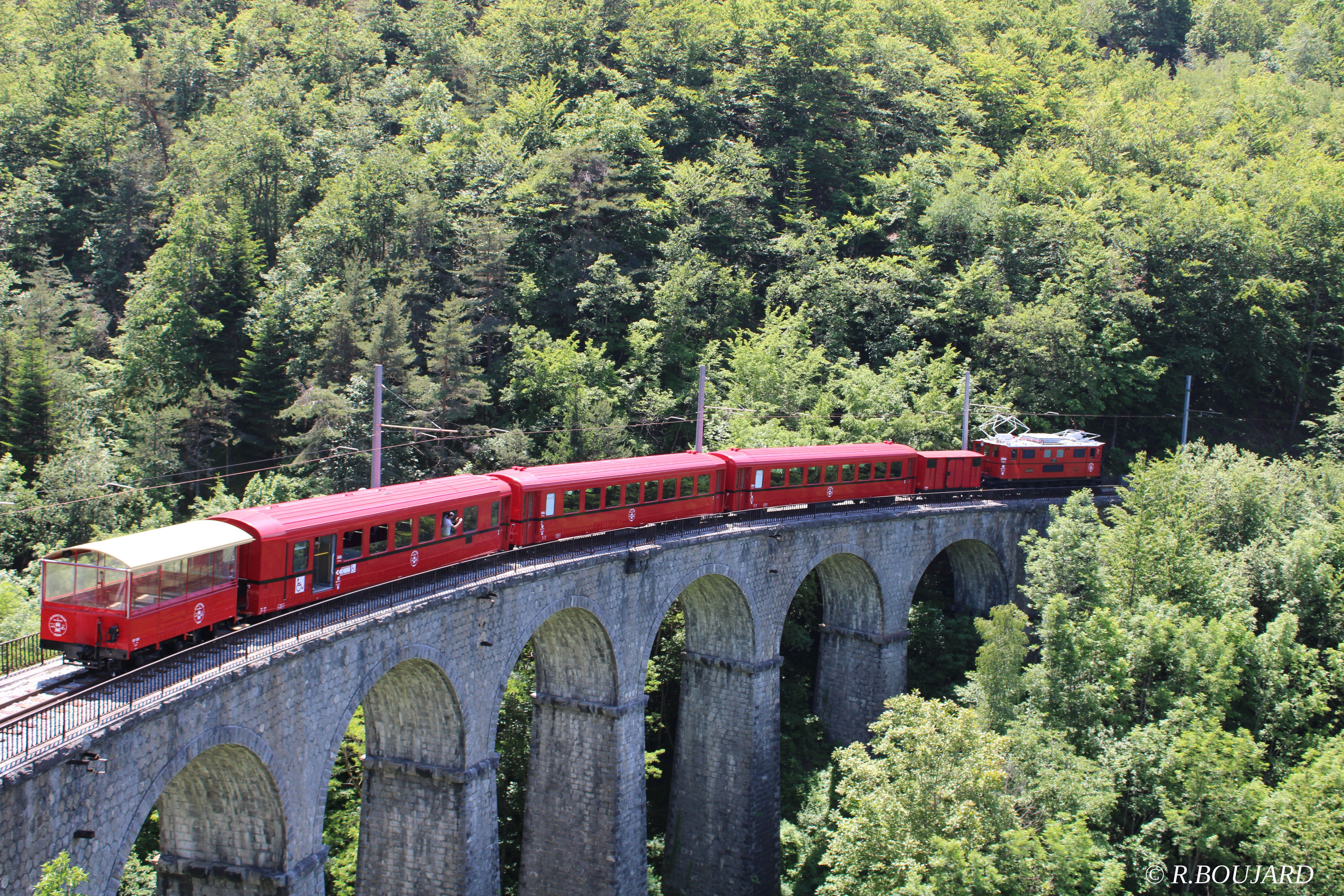
La locomotive T7 tracte sa rame lors des essais sur le viaduc supérieur de Loulla.

Finalement l'ouverture est annoncée pour le 1er juillet 2021, après plusieurs semaines d'essais. Elle est effective le mercredi 21 juillet pour le public.
La desserte est limitée à une section de 15 kilomètres, entre la Mure et le « Grand balcon » sur la commune de Monteynard, où les voyageurs trouvent un restaurant panoramique et une promenade construite sur l'ancien tracé, menant à un belvédère donnant sur le lac de Monteynard-Avignonet.
L'itinéraire comprend 5 tunnels et 3 viaducs, pour un voyage aller-retour annoncé d'une durée de 1 h 20. Un arrêt au musée de la Mine image est systématiquement effectué en direction de la Mure durant le trajet du retour.
| Année | Nombre de voyageurs transportés |
| ----- | ------------------------------- |
| 2021  | 22000                           |
| 2022  | 48000                           |

#### Matériel roulant
Dans le cadre de la réouverture, un choix de matériel roulant a dû être opéré. Il fallait constituer deux trains de trois voitures équipés de wagons d'encadrement à chaque extrémité soit un fourgon et une baladeuse.

##### Locomotives
Les 3 locomotives ont subi une restauration complète dans les ateliers de l'entreprise Tradinsa en Espagne situés à Villablino.
- T7, ANF-Sécheron, 1933, livrée le 24 septembre 2020.
- T8, ANF-Sécheron, 1933, livrée le 5 novembre 2020.
- T9, ANF-Sécheron, 1933, livrée le 5 novembre 2020.

##### Locomotive diesel
- T 100, locotracteur Schöma ex-Entreprise Furrer+Frey (Berne), utilisé sur les chemins de fer Rhétiques[35] acquis en 2004.

##### Voitures à voyageurs
Les voitures AB 308, B 211 à 214 et BD 206 proviennent du Chemin de fer Montreux Oberland bernois. Elles ont été restaurées  dans les ateliers d'ACC M à Clermont-Ferrand.
- AB 308, livrée en avril 2021[36].
- B 211, SIG 1979, livrée le 21 janvier 2021[37].
- B 212, SIG 1979,
- B 213, SIG 1979,
- B 214, SIG 1979, livrée en décembre 2020.
- BD 206, ex AB 95, voiture reconstruite en 1995[38], livrée en décembre 2020.

Les voitures BY 302 et 303 provenant du SGLM et appelées "Baladeuses" ont été également restaurés pour la réouverture.
- BY 301, 1988, voitures ouvertes sur châssis 3 essieux.
- BY 302, 1988, voitures ouvertes sur châssis 3 essieux.
- BY 303, 1988, voitures ouvertes sur châssis 3 essieux.

##### Wagons couverts
Ces wagons couverts à 3 essieux construits par la Compagnie française de matériel de chemin de fer à Maubeuge servent ici à l'accompagnement des trains et de wagons intermédiaires. Ils ont également subi une restauration totale.
- Ef 906, 1931, livré le 19 février 2021, il est équipé d'un groupe électrogène.
- Ef 912, 1931, livré en avril 2022.
- Ef 915, 1931, livré en novembre 2024.
- Ef 919, 1931, livré le 19 février 2021.
- Ef 918, 1931, livré en avril 2022.

### Autour du train
Depuis le train, on peut aussi admirer, outre les gorges du Drac et les lacs de retenue :
- à la Motte-les-Bains, au fond du vallon, le « château aux trois cent soixante-cinq fenêtres », ancien établissement thermal ;
- entre la Mure et le tunnel de la Festinière, les restes des installations minières, dont un chevalement reconstitué ; en direction du nord ; le rocher de « la Pierre percée », une des « sept merveilles du Dauphiné », dont la légende est narrée au passage par les accompagnateurs du train.

## Matériel roulant

### Matériel d'origine livré neuf pour la ligne Saint George - La Mure

#### Locomotives à vapeur

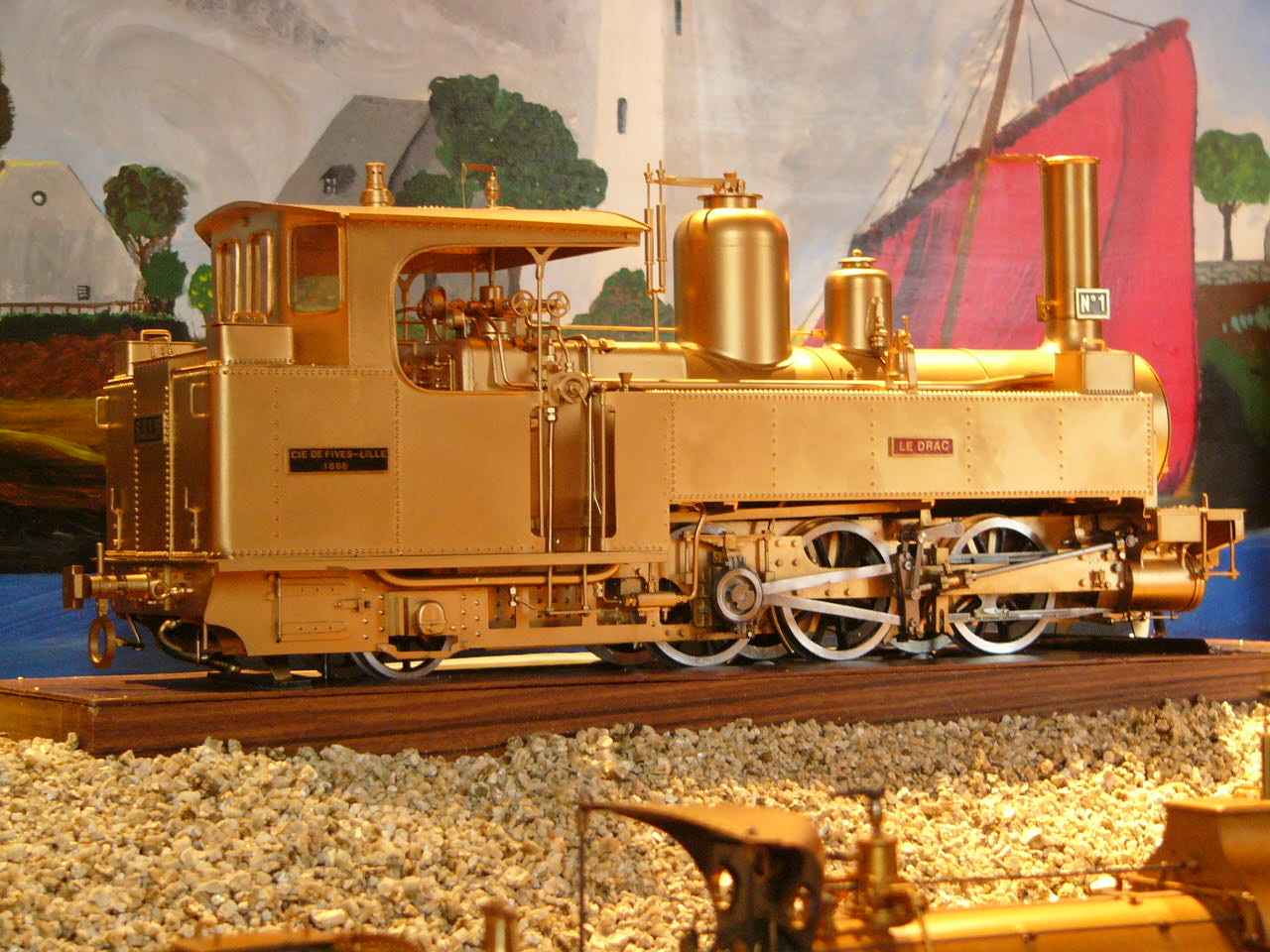
Maquette de la locomotive à vapeur N°1 construite en 1888.

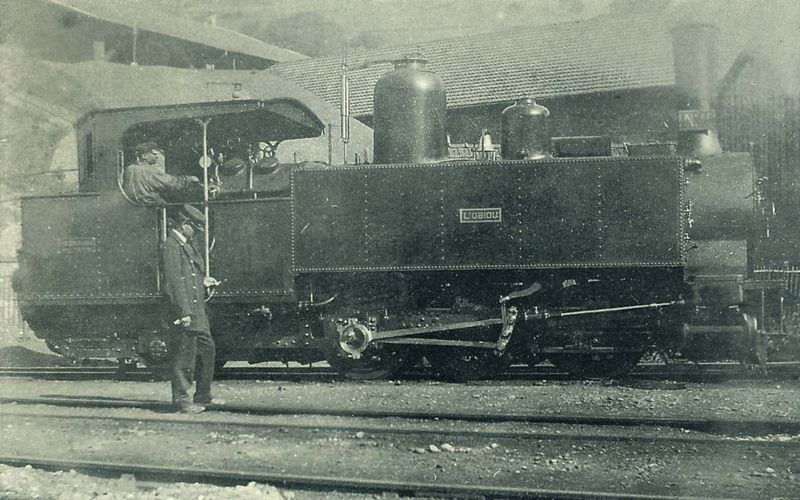
Locomotive N°11 "L'Obiou".

- N°1 à 12, commandé par le Chemin de fer de la Mure pour faire face à l'augmentation du trafic, construite par Fives-Lille, les essieux sont de type 031T[39].
  - N°1 "Vaucanson", type 98, construite en 1888, démolie au printemps 1961.
  - N°2 "Vicat", type 98, construite en 1888, ferraillée en janvier 1940.
  - N°3 "St.Georges", type 98, construite en 1888, cédée en 1942.
  - N°4 "La Motte", type 98, construite en 1888, démolie en janvier 1940.
  - N°5 "La Mure", type 98, construite en 1888, radiée puis cédée en 1927.
  - N°6 "Le Drac", type 98, construite en 1888, démolie au printemps 1961.
  - N°7 "La Romanche", type 98-bis, construite en 1890, radiée puis cédée en 1927.
  - N°8 "L'Isère", type 98-bis, construite en 1891, radiée puis cédée en 1927.
  - N°9 "Bayard", type 98-ter, construite en 1895, démolie en janvier 1940.
  - N°10 "Lesdiguières", type 98-ter, construite en 1895, démolie en janvier 1940.
  - N°11 "L'Obiou", type 114, construite en 1901, démolie en janvier 1940.
  - N°12 "Le Pelvoux", type 114, construite en 1902, démolie en janvier 1940.

#### Locomotives électriques

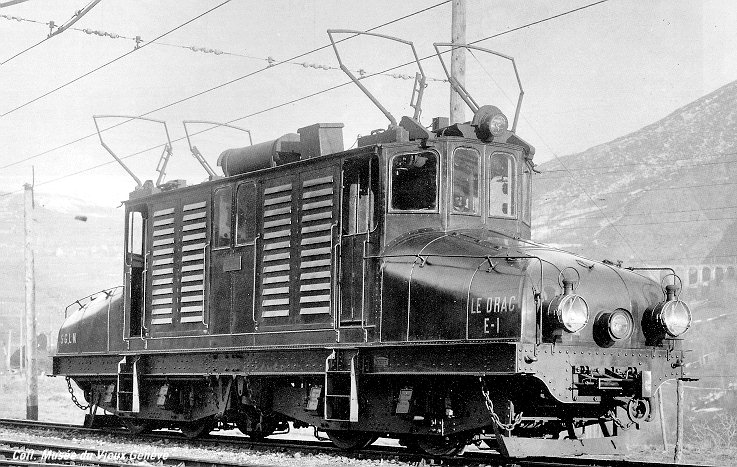
Première locomotive électrique E1 en 1903.

- Série E1 à E5, type BoBo, construite par la Compagnie Générale de Construction pour la partie mécanique et par la Compagnie de l'industrie électrique sous les ordres de l'ingénieur en chef René Thury pour la partie électrique. Elles furent renumérotées T1 à T5 durant leurs années de service. Devenues sans emploie avec la mise en service des tracteurs Sécheron en 1933, elles furent toutes ferraillées par faits de guerre[39].
  - E1 "Le Drac", livrée en mars 1903, démolie en janvier 1940.
  - E2 "L'Isère", livrée en 1906, démolie en janvier 1940.
  - E3 "La Romanche", livrée en 1907, démolie en janvier 1940.
  - E4 "Le Taillefer", livrée en 1908, démolie en février 1942.
  - E5 "L'Obiou", livrée en 1909, démolie en février 1942.

#### Véhicule de service
- Pour l'entretien de la voie, de la ligne aérienne et des bâtiments le SG-LM-G dispose de son propre service "Voies et Bâtiments" (VB). Le SG-LM-G achete au fil des années les véhicules suivants[39].

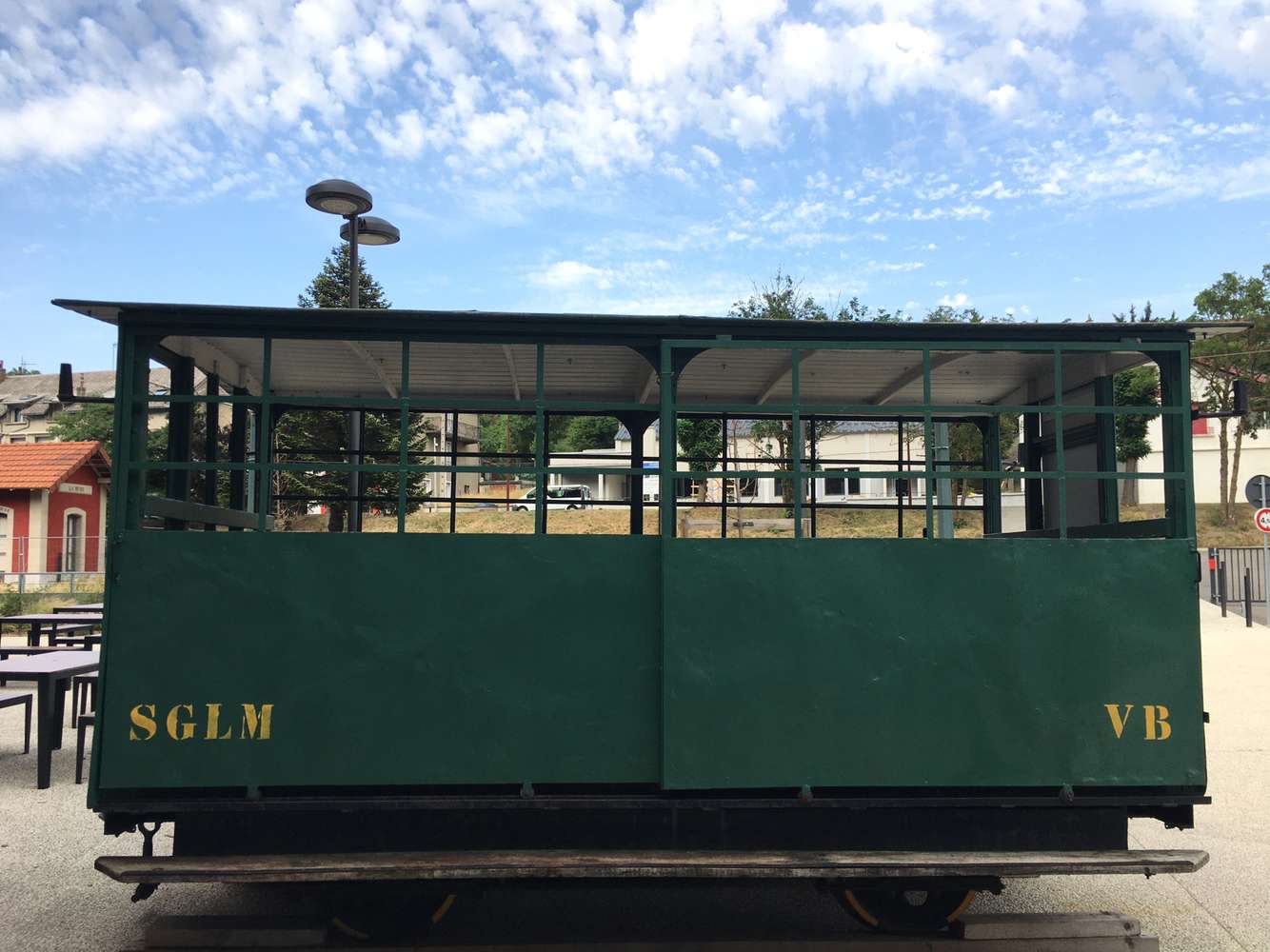
La draisine Billard devant la nouvelle Gare de La Mure en juin 2022.

  - La draisine Billard devant la nouvelle Gare de La Mure en juin 2022.Tracteur à tourelle, construit par les automobiles Marius Berliet et livré en 1931. Il fut muni d'une plateforme élévatrice peu après sa livraison par les agents du SGLM afin de travailler sur le réseau caténaire. Il est d'ailleurs utilisé lors de l'équipement du prolongement de la ligne vers Corps (Isère).
  - Draisine Billard, construite par les Établissements Billard à Tours et livrée en 1931. Après une dizaine d'années de service elle est désarmée et sert de remorque au tracteur Berliet. Elle est aujourd'hui exposée devant la nouvelle gare de La Mure.
  - Locotracteur Deutz, construit par la Motorenfabrik Deutz à Cologne et livré en 1931. Cet engin n'étant que très peu convaincant, et manquant de souplesse il fut surnommé "l'Ours". Il est essentiellement employé aux manœuvres et servit aux travaux de dépose de la voie entre La Mure et Corps (Isère). Il est finalement ferraillé le 6 novembre 1968.
  - Draisine Decauville, construite par les Etablissements Decauville et livrée en 1966.

#### Voitures à voyageurs
- Dès l'ouverture du chemin de fer en 1888, avec l'augmentation du trafic il fut nécessaire de renforcer le parc.

Ces voitures à 3 essieux sont fournies par la compagnie de Fives-Lille et la société des Chantiers de La Buire. Elles disposent de trois classes, ayant respectivement pour couleurs: Rouge et noir pour la 1ère classe, jaune et noir pour la 2ème classe et enfin vert réséda pour la 3ème classe. Les fourgons eux, étaient de couleur noire.
- - AC 1 à 4, livrées en 1888, 1ère et 2ème classe,
  - AC 5 et 6, livrées en 1890, 1ère et 2ème classe,
  - BC 11 à 16, livrées en 1888, 2ème et 3ème classe,
  - BC 17 et 18, livrées en 1890, 2ème et 3ème classe,
  - BDf 21 à 24, livrées en 1888, 2ème classe et fourgon,
  - BDf 25 et 26, livrées en 1890, 2ème classe et fourgon, la BDf 26 affectée ultérieurement aux mineurs et renumérotée M 26, aujourd'hui préservée,
  - BK 31 et 32, livrées en 1888, 2ème classe,
  - BK 33 et 34, livrées en 1890, 2ème classe,
- En mars 1914, une nouvelle commande de voitures à bogies est faite à la Société Nouvelle Horme & Buire. Celles-ci étaient de couleur uniforme vert bouteille[39].
  - AC 7 à 8, livrées en 1915,
  - BC 19 à 20, livrées en 1915, BC 19 renumérotée ultérieurement M 19 et BC 20 préservée,

#### Wagons de marchandises
- Tous les wagons de charge de "10 tonnes" sont construits par la compagnie de Fives-Lille pour le châssis et par la société des Chantiers de La Buire pour la caisse. À l'ouverture de la ligne en 1888, le nombre de wagons de marchandises s'éleve à 117. Ce nombre augmente à la suite du  développement du trafic  marchandise.

En 1902, le réseau comptait 260 wagons dont 225 houillers.
- Wagons couverts à guérite:
  - Ef 41 à 53, livrés en 1888,
  - Ef 54 à 60, livrés en 1890,
  - Ef 500 à 504, livrés en 1901,

- Wagons plats à frein à levier:
  - G 61 à 64, livrés en 1888, à traverses mobiles pour le transport de charges de grande longueur,
  - G 65 à 70, livrés en 1890, à bords tombants,

- Wagons houillers (tombereaux):
  - Hf 71 à 90, livrés en 1888, à vigie,
  - H 101 à 180, livrés en 1888, à frein à levier,
  - Hf 91 à 100, livrés en 1889, à vigie,
  - H 181 à 195, livrés en 1889, à frein à levier,
  - H 196 à 227, livrés en 1901, à frein à levier,
  - H 228 à 243, livrés en 1906, à frein à levier,
  - Hf 331 à 355, livrés en 1893, à vigie,
  - Hf 356 à 373, livrés en 1901, à guérite,
  - Hf 374 à 382, livrés en 1906, à guérite,
- Avec l'ouverture en 1907 du siège d'extraction du Villaret, on augmente la capacité des wagons à "15 tonnes". Ces wagons sont construits par la Société nouvelle des établissements de l'Horme et de la Buire[39].
- Wagons houillers (tombereaux):
  - H 244 à 276, livrés en 1908, à frein à levier,
  - Hf 383 à 399, livrés en 1908, à guérite,
  - H 277 à 311, livrés en 1912, à frein à levier,
  - Hf 400 à 414, livrés en 1912, à guérite,
- Wagons couverts à guérite:
  - Ef 505 à 514, livrés en 1912,
- Wagons plats à frein à levier:
  - G 601 et G602, livrés en 1912, à traverses mobiles,
  - G 603 à 605, livrés en 1912, ordinaires,

### Matériel d'origine livré neuf pour la ligne La Mure - Gap

#### Automotrices électriques
- Série A1 à A8, construite par les Chantiers de La Buire pour la partie mécanique et Thomson-Houston pour l'équipement électrique[39].
- A1, livrée en mars 1927, préservée, elle est la dernière automotrice conservée.
- A2, livrée en août 1913, prototype, entièrement détruite dans un incendie vers 1930.
- A3, livrée en mars 1927, réformée en 1962, conservée comme réserve de pièces pour l'A1.
- A4, livrée en mars 1927, détruite dans un incendie le 6 mars 1949, son châssis est transformé en wagon plat.
- A5, livrée en mars 1927, réformée en 1962, conservée comme réserve de pièces pour l'A1.
- A6, livrée en mars 1927, garée à la suite d'un déraillement en mars 1949, puis démolie en mars 1965.
- A7, livrée en mars 1927, garée à la suite d'une dérive le 11 avril 1961, puis ferraillée en mars 1965.
- A8, livrée en mars 1927, réformée en 1962, puis démolie en mars 1965.

#### Locomotives électriques
- Série T6 à T10, type BoBo, construction mécanique par les Ateliers de construction du Nord de la France (ANF) et la S.A. des Ateliers de Sécheron (SAAS) à Genève pour la chaine de traction électrique.
  - T6, ANF-Sécheron, 1933,
  - T7, ANF-Sécheron, 1933,
  - T8, ANF-Sécheron, 1933,
  - T9, ANF-Sécheron, 1933,
  - T10, ANF- Sécheron 1933,

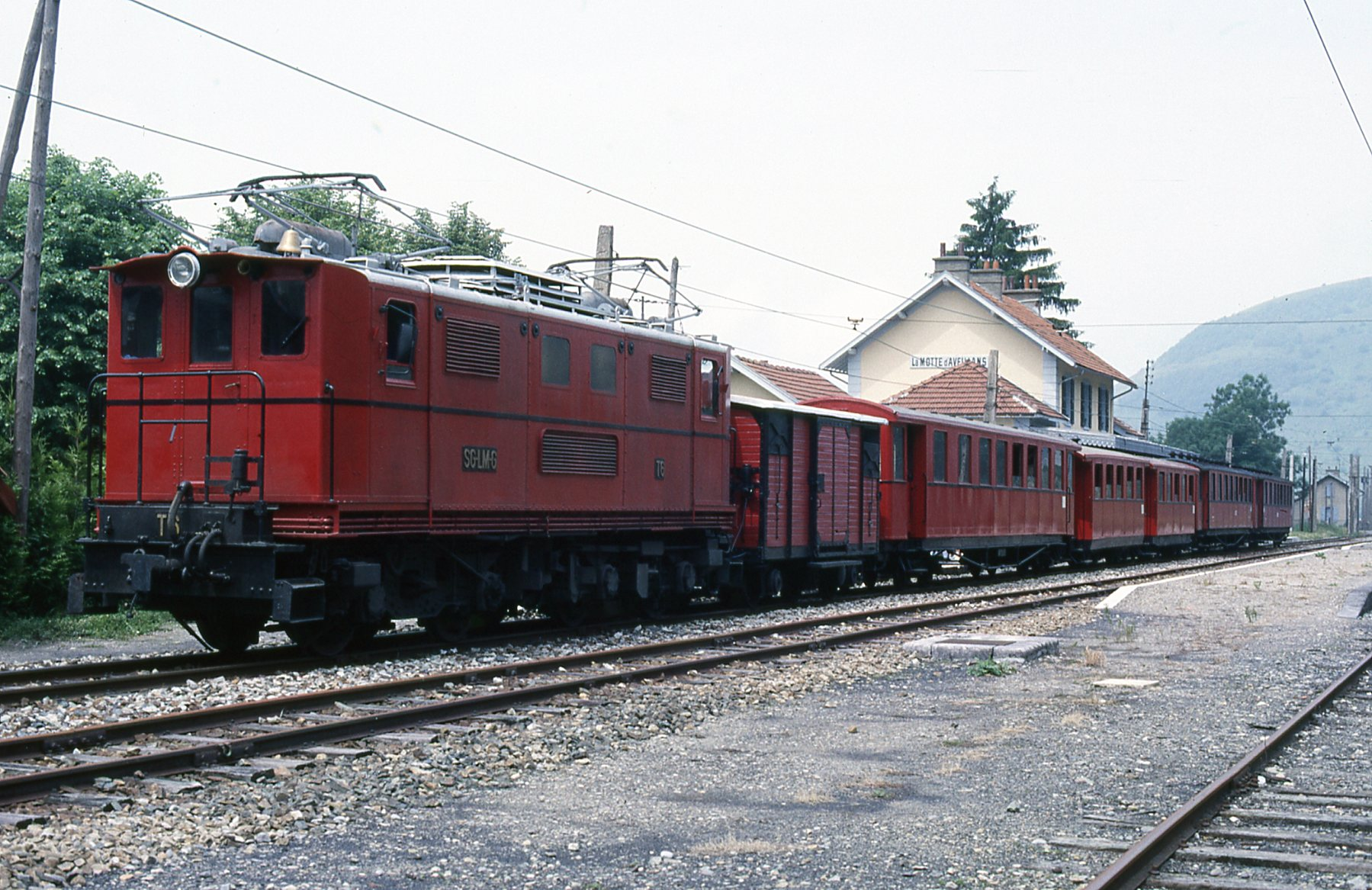
Tracteur T6
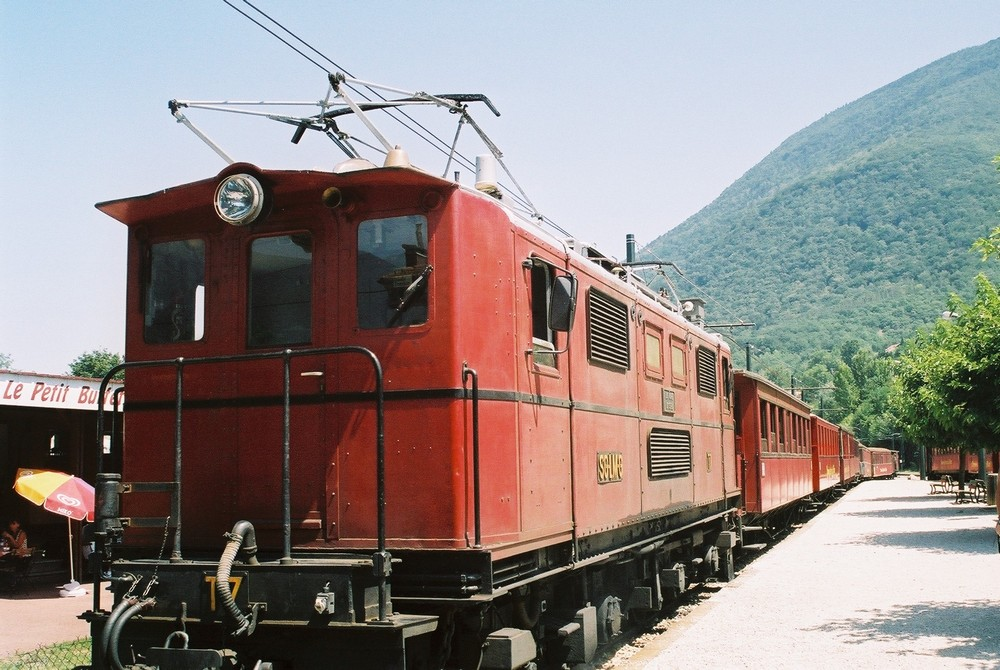
Tracteur T7
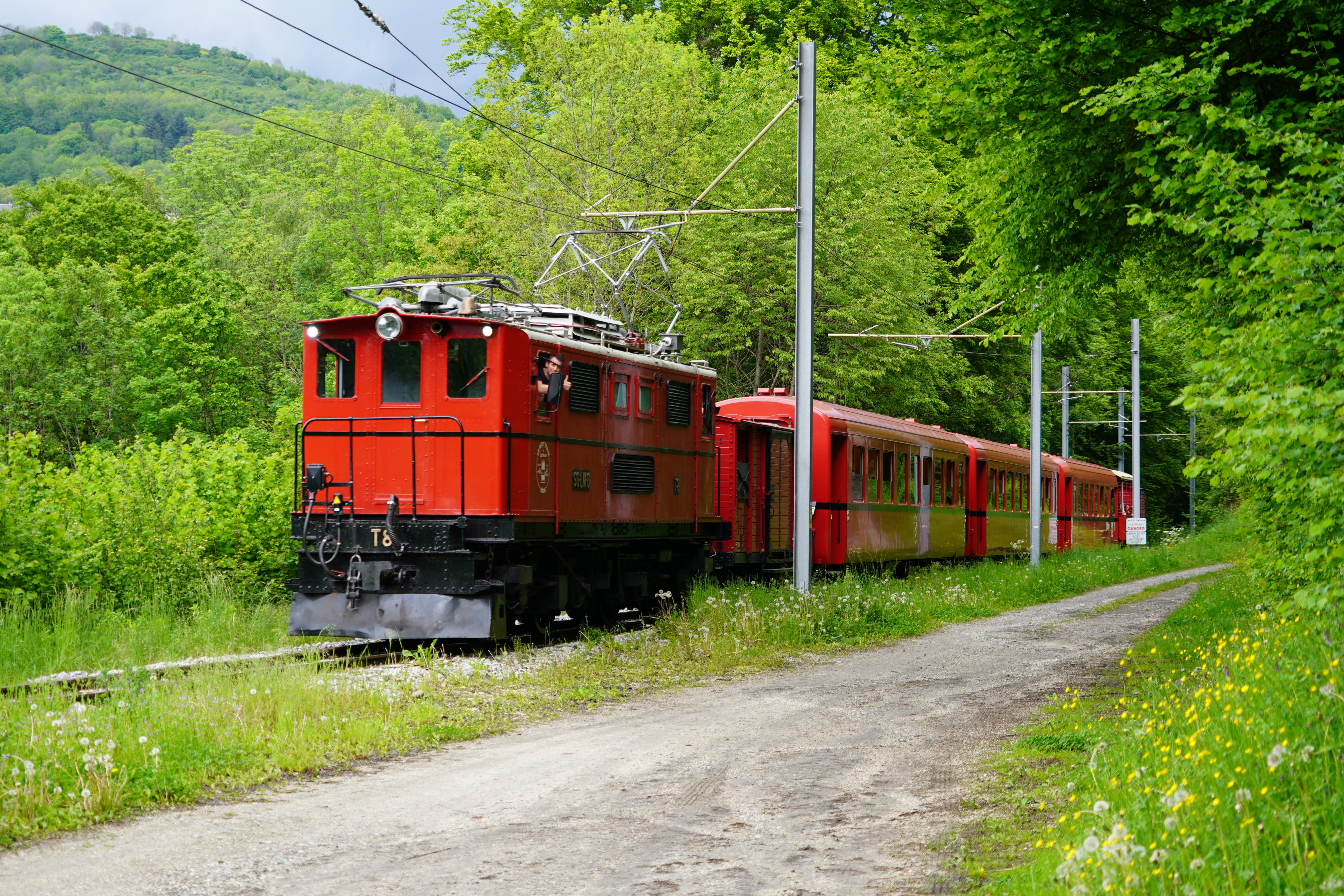
Tracteur T8
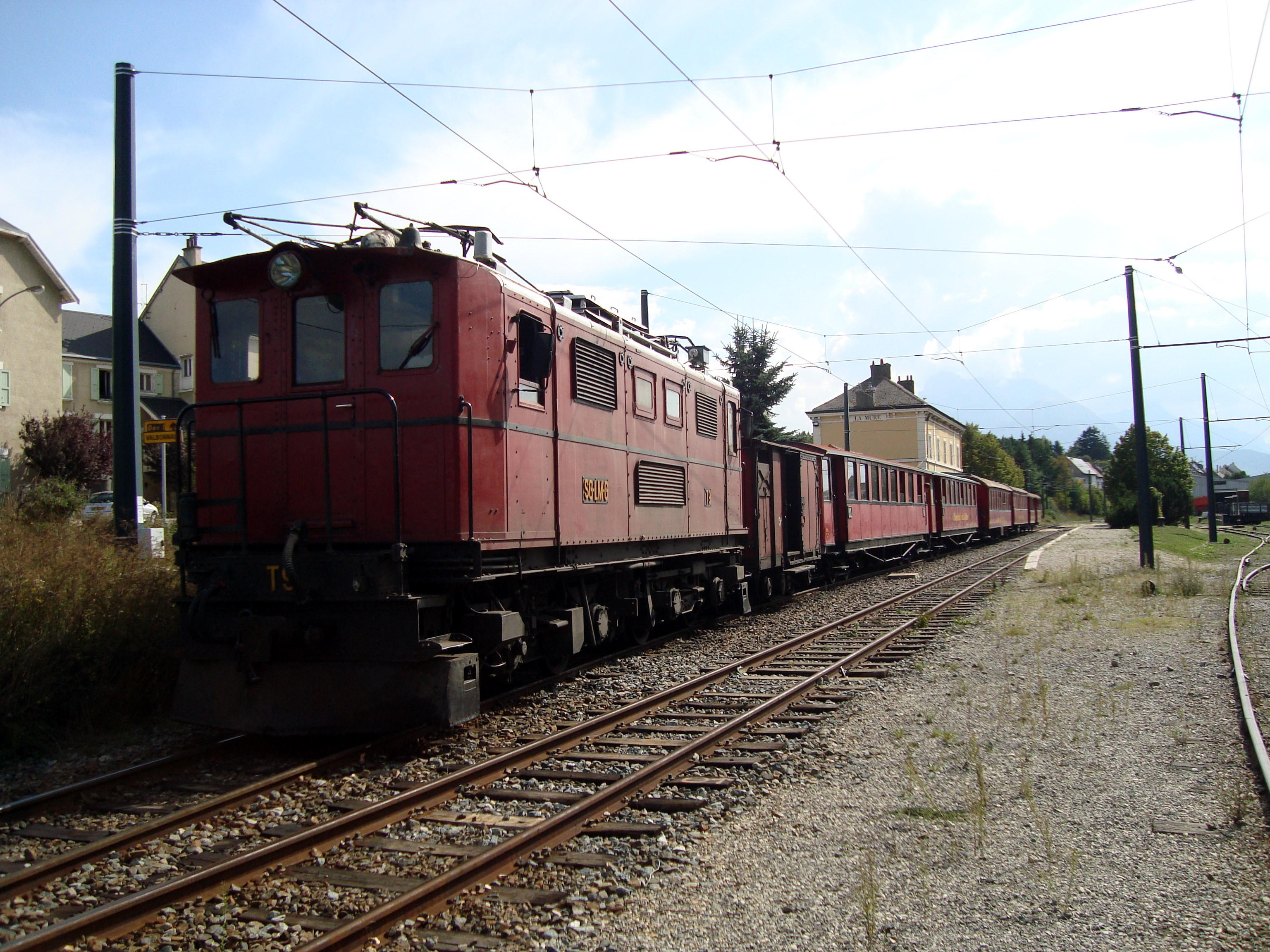
Tracteur T9
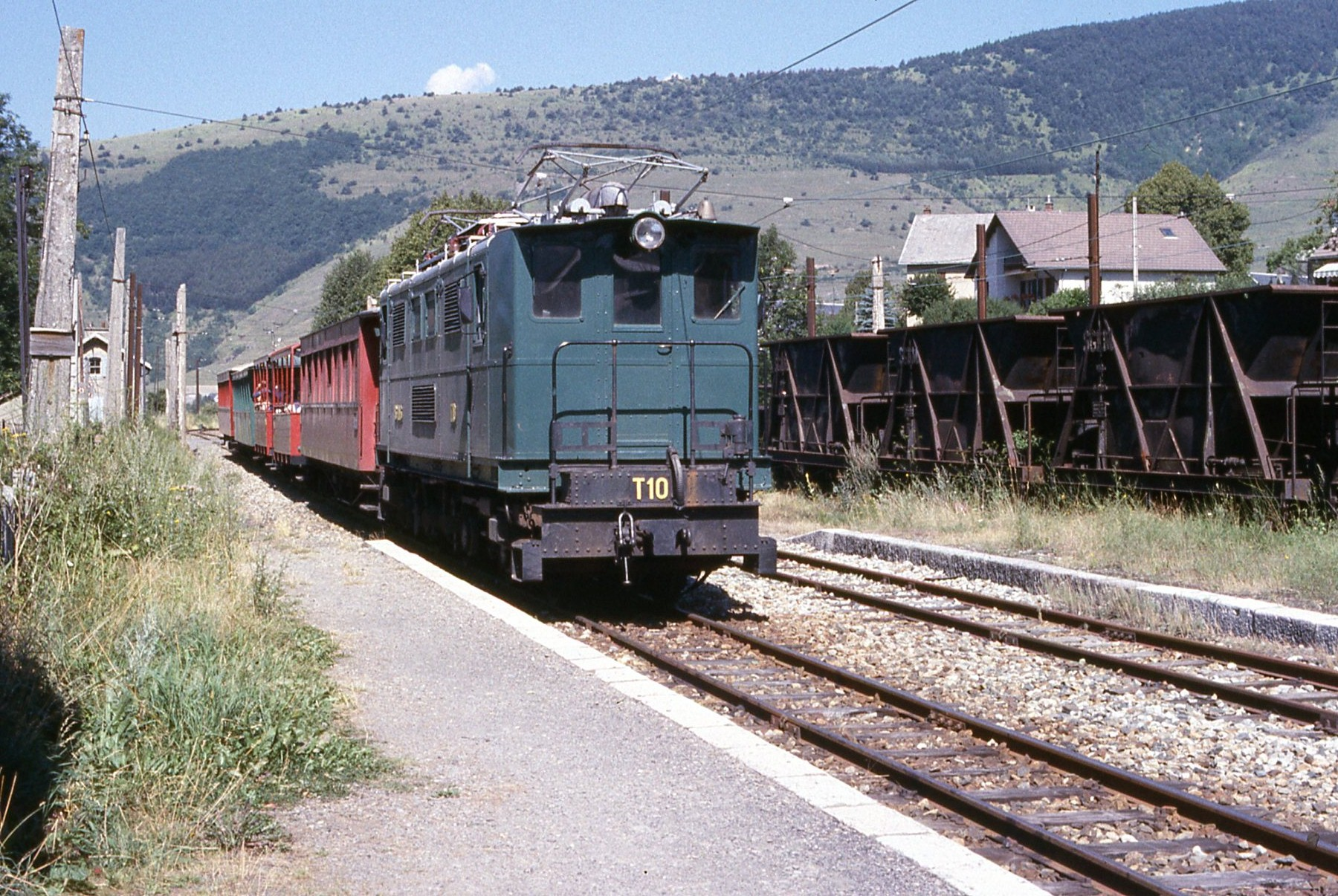
Tracteur T10

#### Voitures à voyageurs
Une commande de 4 voitures à bogies est réalisée en 1930 dans le cadre prolongement vers Valbonnais et Corps (Isère).
Elles sont construites par la Compagnie française du matériel de chemin de fer à Maubeuge et numérotées LMG 27 à 30.
- - Ac 27, livrée en 1932, préservée, remisée à Saint-Georges-de-Commiers.
  - Ac 28, livrée en 1932, détruite dans un incendie en 1995.
  - Ac 29, livrée en 1932, détruite dans un incendie en 1995.
  - Ac 30, livrée en 1932, préservée, remisée à Saint-Georges-de-Commiers.

#### Wagons de marchandises

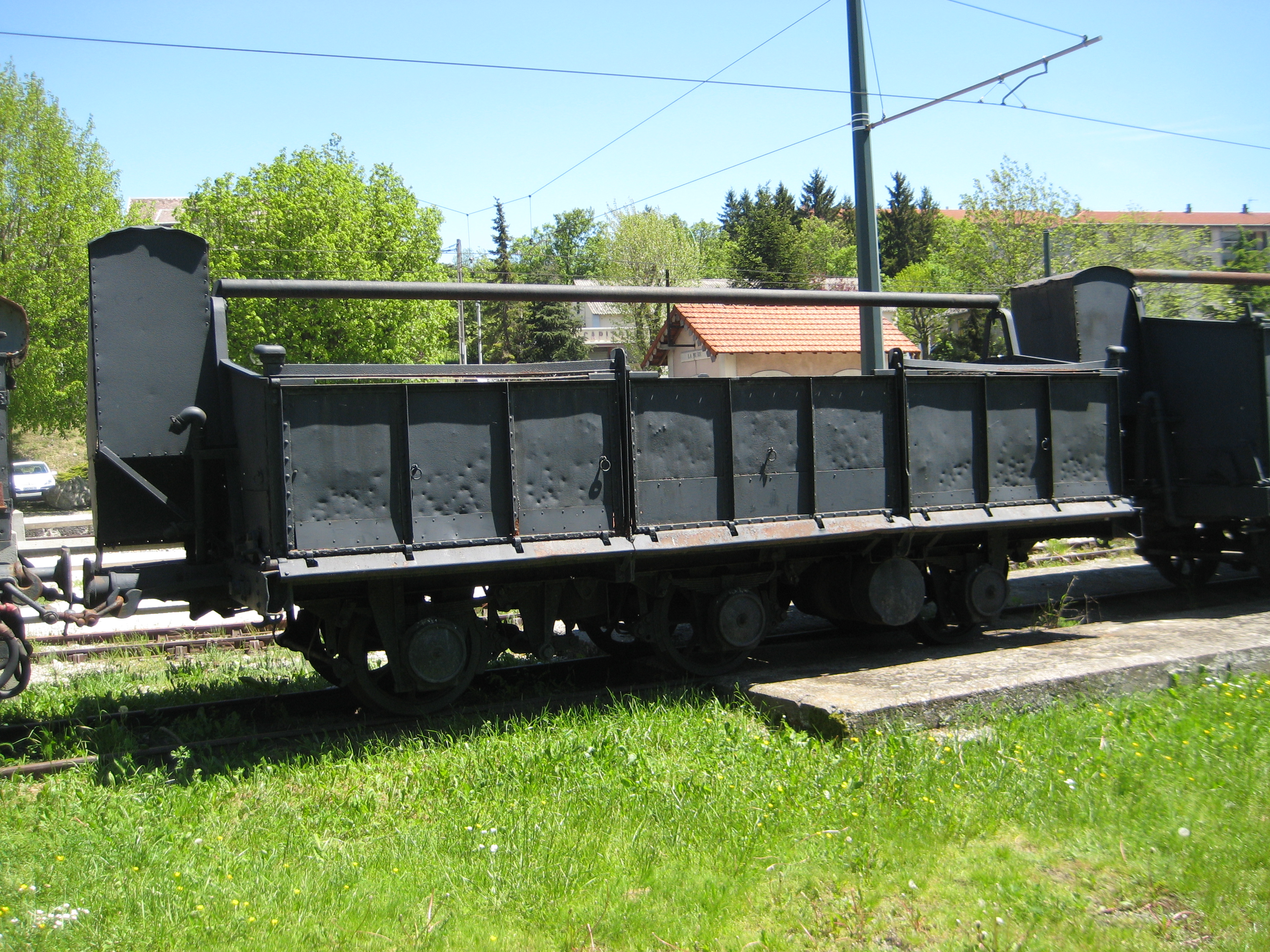
Wagon houiller (tombereau).

- Pour l'ouverture du prolongement de la ligne vers Valbonnais puis Corps (Isère) le choix est de revenir aux wagons de "10 tonnes" de charge. La commande de 160 wagons type LM-G est faite à la Compagnie française de matériel de chemin de fer à Maubeuge[39].

- Wagons couverts à guérite:
  - Ef 900 à 926, livrés en 1931,

- Wagons plats à frein à levier:
  - Gf 1000 à 1009, livrés en 1931, parmi eux 6 sont équipés de traverses mobiles,

- Wagons houillers (tombereaux):
  - Hf 700 à 822, livrés en 1931,

### Matériel complémentaire acquis pour l'exploitation des houillères

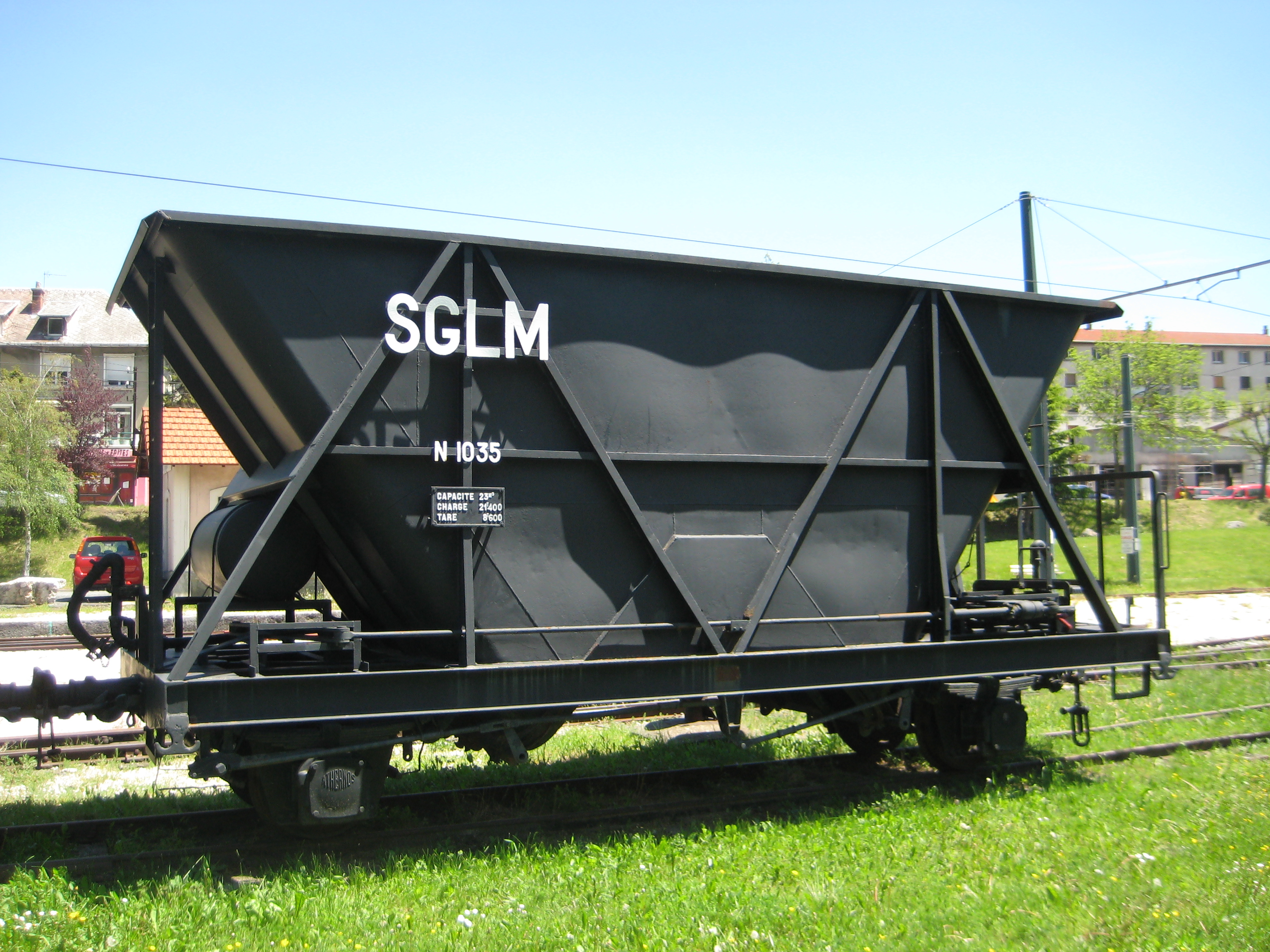
Wagon trémie construit en 1961.

- Wagons trémie auto-déchargeable à 2 essieux, No 1010 à 1012, ce sont les prototypes des futurs wagons  trémie auto-déchargeable à 2 essieux, construits par les établissements industriels Bernard Richard en 1960.
- Wagons trémie auto-déchargeable à 2 essieux, No 1013 à 1084, construits par les établissements industriels Bernard Richard en 1961.

### Matériel complémentaire acquis pour l'exploitation touristique

#### Locomotive électrique
- Ge 4/4 182, livrée en 1928 par SLM et SAAS (Sécheron),

Cette locomotive de type "Crocodile", achetée par un collectionneur, aujourd'hui décédé, a longtemps séjourné à St-Georges-de-Commiers, elle provenait de la ligne de la Bernina, exploitée par les chemins de fer rhétiques (RhB). Ayant souffert du vandalisme, elle est rapatriée dans sa région d'origine et restaurée totalement, afin de pouvoir tracter des trains historiques dans les Grisons (Suisse). Pendant son séjour à St-Georges-de-Commiers, elle stationnait sur une voie de garage envahie par la végétation.

#### Automotrices électriques

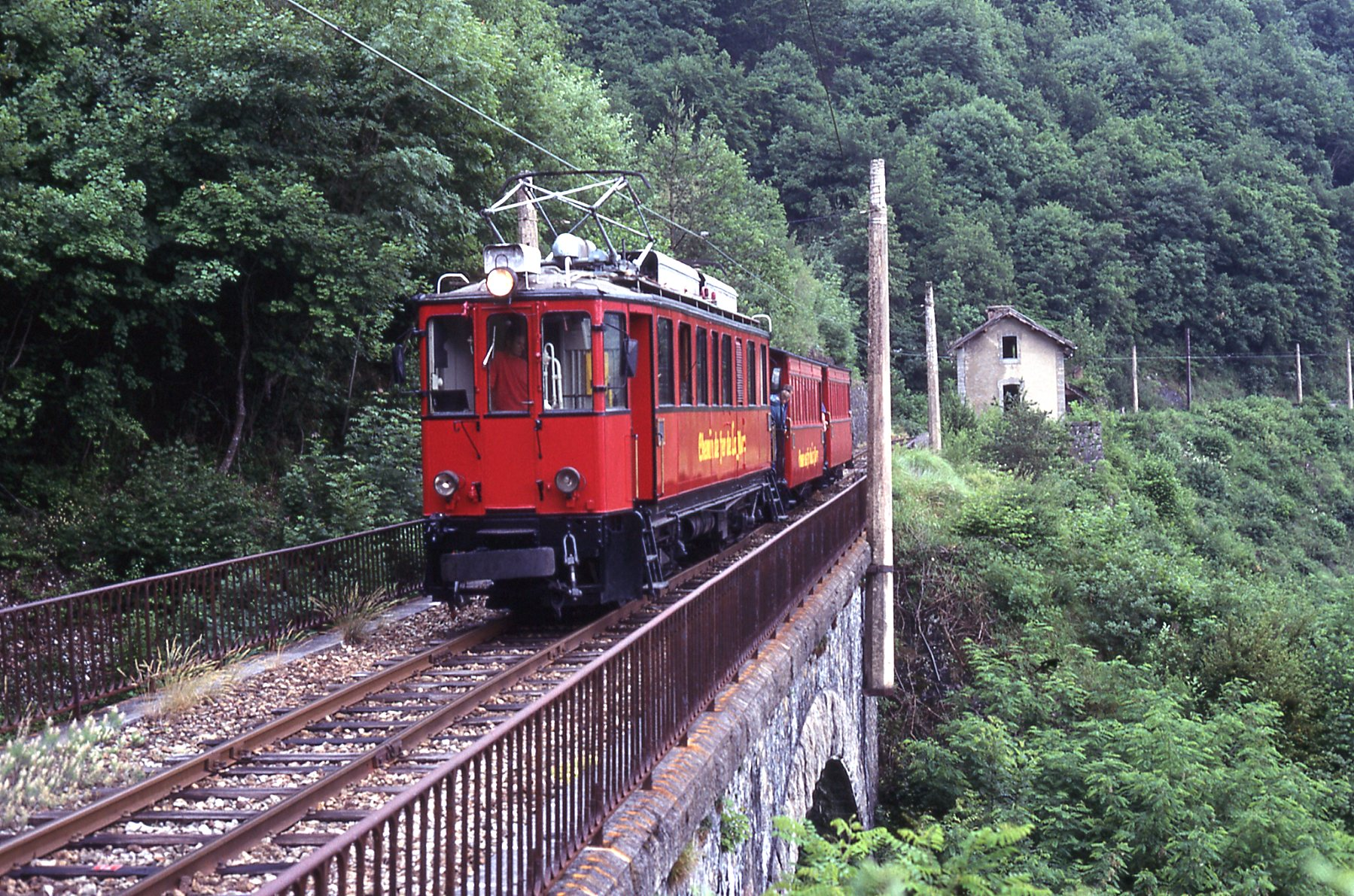
Motrice No 1 provenant du chemin de fer Nyon-Saint-Cergue-Morez.

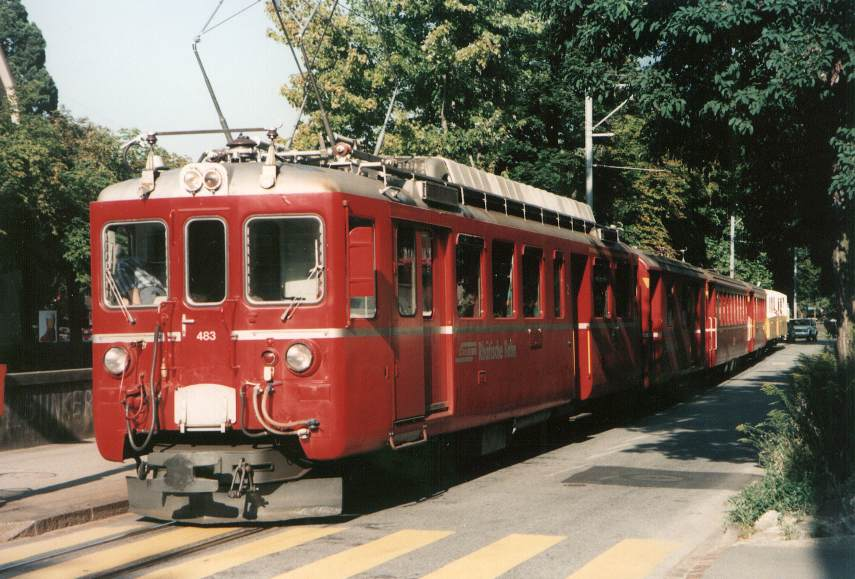
Automotrice des chemins de fer Rhétiques, série 481 à 486.

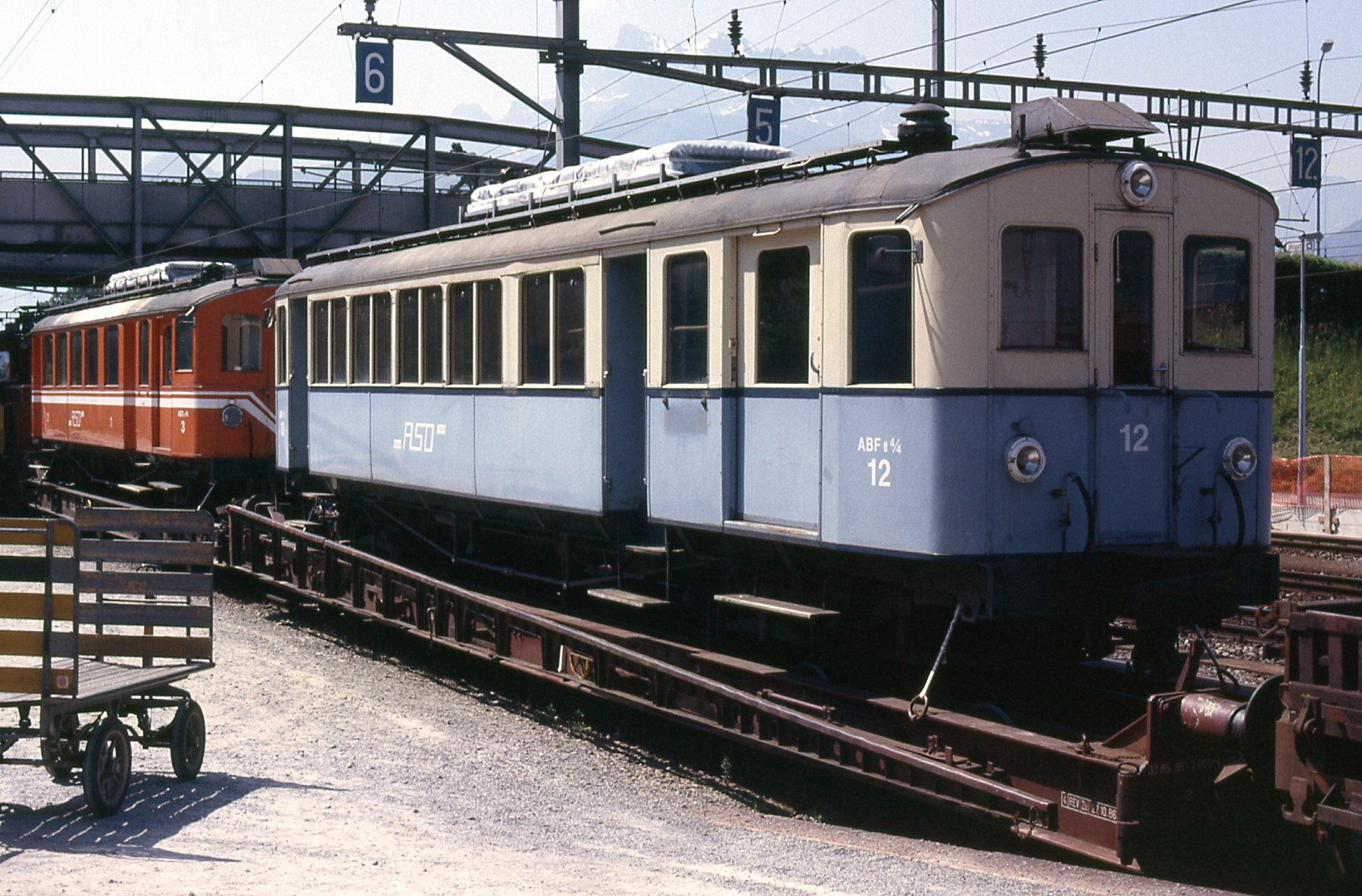
Motrices 3 et 12 du chemin de fer Aigle-Sépey-Diablerets durant leur transport depuis la Suisse.

Ex Chemin de fer Nyon-Saint-Cergue-Morez:
- ABDe 1, 1914, SWS / Brown, Boveri & Cie, 25 places, 32 tonnes, acquise en 1985, hors service et vandalisée[41].
- ABDe 5, 1914, SWS / Brown, Boveri & Cie, 25 places, 32 tonnes, acquise en 1985, remisée à Saint-Georges-de-Commiers[41].
- ABDe 10, 1918, SWS / Brown, Boveri & Cie, 15 places, 32 tonnes, acquise en 1992, retournée en Suisse en 2010.
- ABDe 11, 1918, SWS / Brown, Boveri & Cie, 15 places, 32 tonnes, acquise en 1992, hors service et vandalisée[41].

Ex Chemin de fer Aigle-Sépey-Diablerets:
- ABFe 3, 1913, SWS / Brown, Boveri & Cie, acquise en 1988, hors service et vandalisée[41].
- ABFe 12, 1913, SWS / Brown, Boveri & Cie, acquise en 1988, hors service et vandalisée[41].

Ex Chemins de fer rhétiques:
- ABDe 484, 1957, SWS / Brown, Boveri & Cie, acquise en 1998, remisée à Saint-Georges-de-Commiers[41].
- ABDe 486, 1957, SWS / Brown, Boveri & Cie, acquise en 1998, remisée à Saint-Georges-de-Commiers[41].

#### Locomotives diesel-électriques

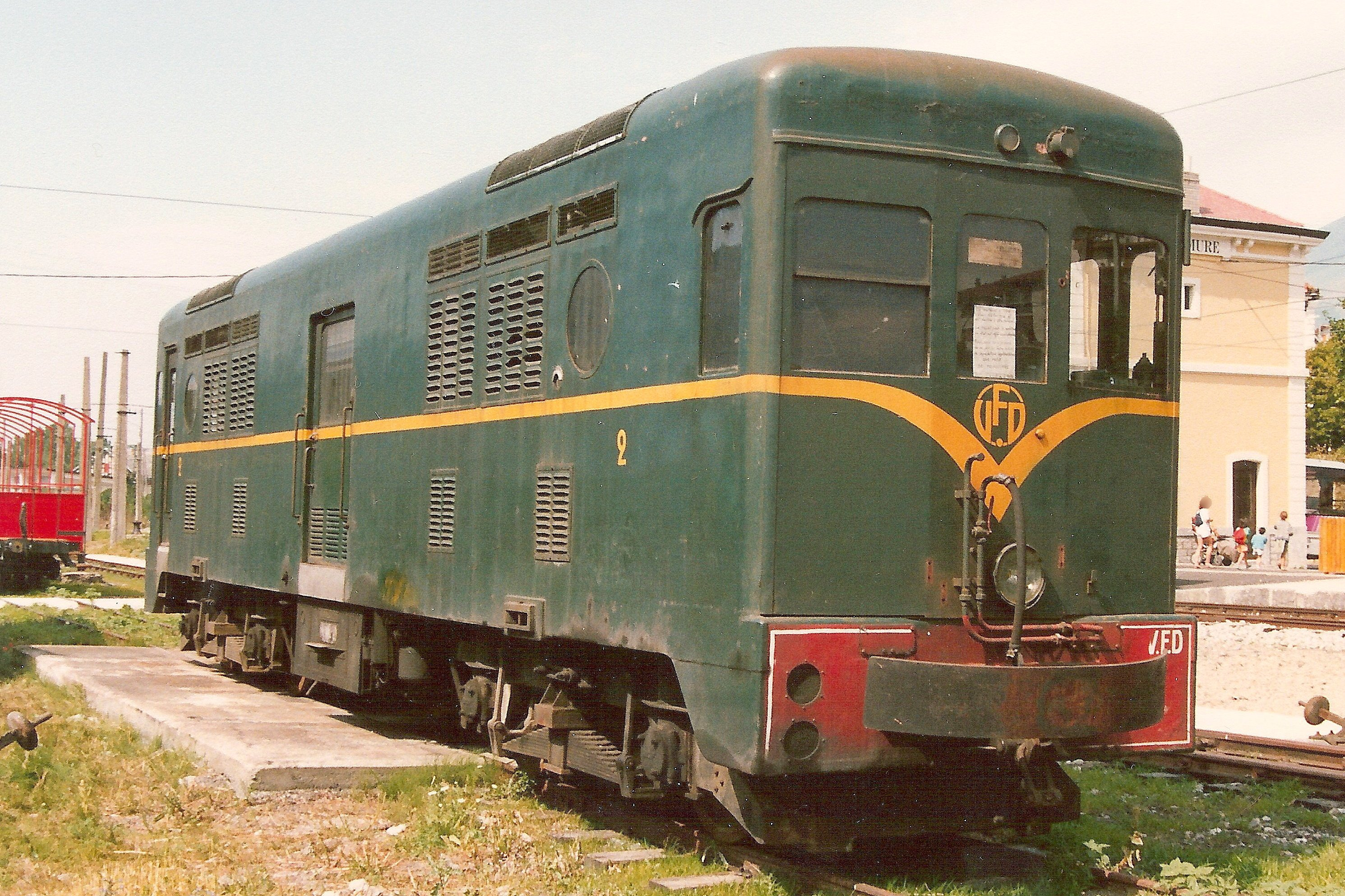
Locotracteur Brissonneau et Lotz T4 ex -VFD.

- T2, type BoBo, ex-VFD, constr. Brissonneau et Lotz / Renault, acquise en 1984, hors service et vandalisée[41].
- T4, type BoBo, ex-VFD, constr. Brissonneau et Lotz / Renault, acquise en 1984, remisée à Saint-Georges-de-Commiers[41].

#### Engins diesels
- T 100, locotracteur Schoma ex-entreprise Furer Frey (Berne), utilisé sur les chemins de fer Rhétiques[35].

#### Voitures à voyageurs
Voitures d'origine suisse

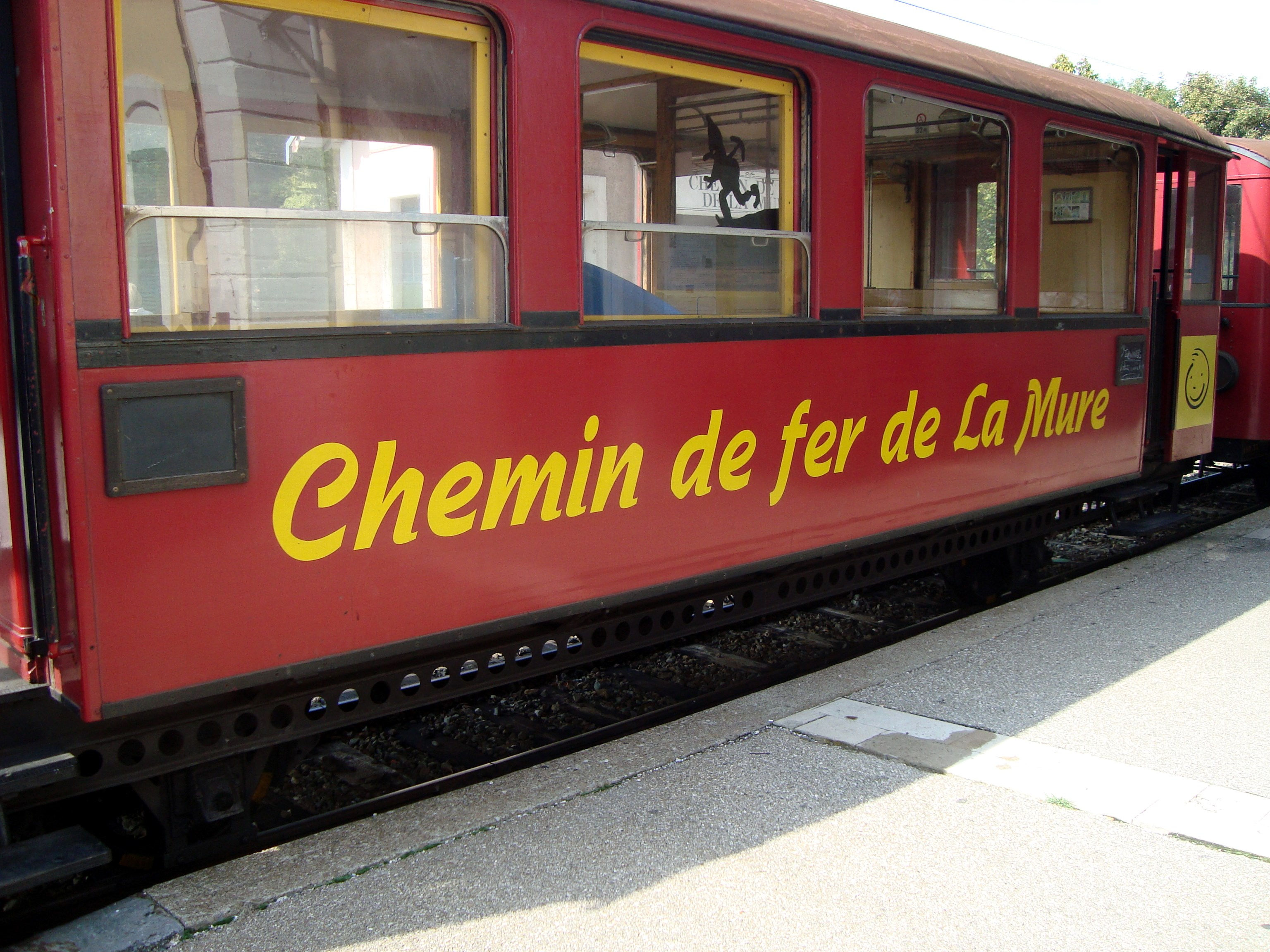
Voiture B 32 du chemin de fer Aigle-Sépey-Diablerets.

- Voiture ex-chemin de fer de la Gruyère
  - B 248, livrée en 1932 par SWS acquise en 1989, caisse détruite, transférée sur le CFV en juillet 2024.

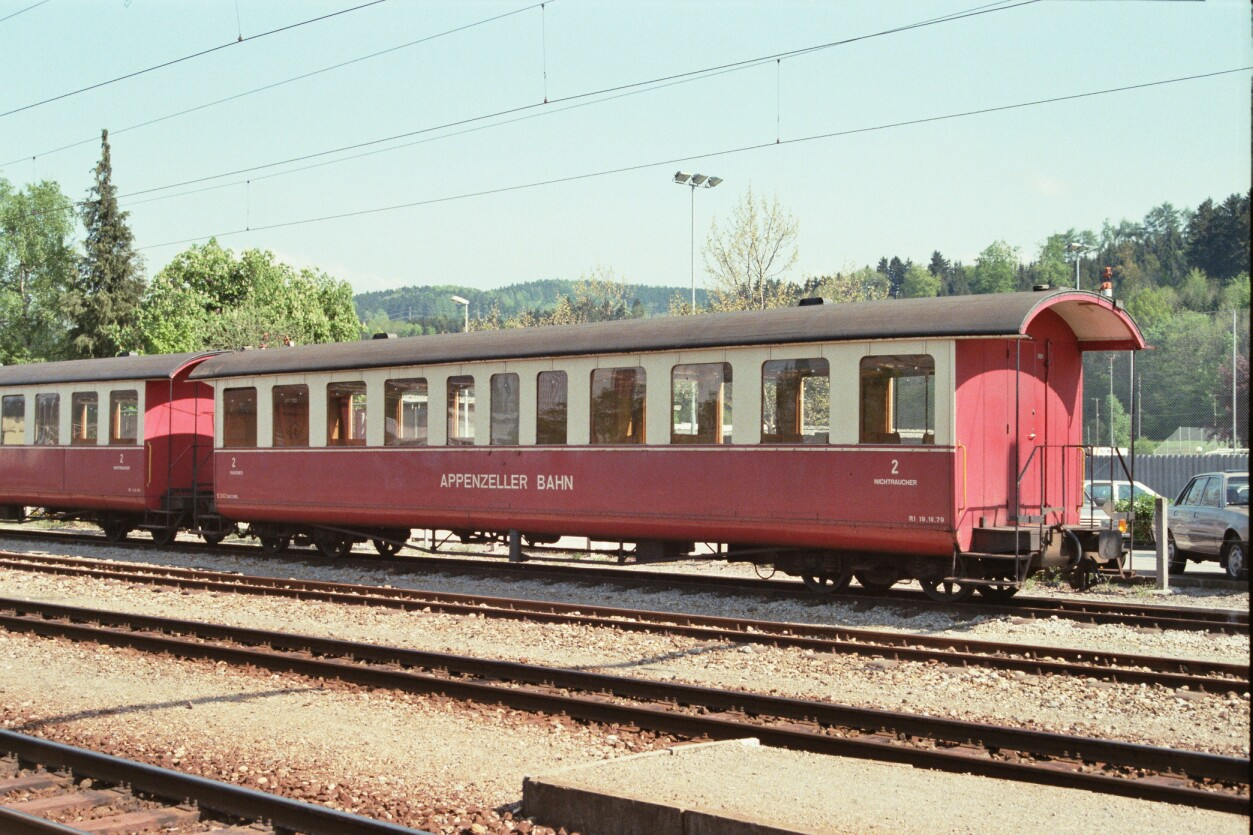
Voiture B 242 des chemins de fer rhétiques.

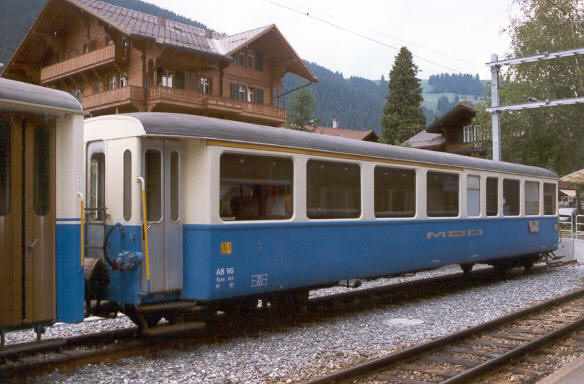
Voiture AB 98 du chemin de fer Montreux - Oberland Bernois.

- Voitures ex-Chemin de fer Martigny–Châtelard
  - ADt 74 et 75, livrées en 1908 par SWS, acquises en 1995, restituées en 1998.
- Voitures ex-Chemin de fer Nyon-Saint-Cergue-Morez
  - B 3, 1907 ANF, 30 places, 8,3 tonnes, ex-CFV de Haute Saône, acquise en 1992, remisée à Saint-Georges-de-Commiers[41].
  - B 5, 1907 ANF, 30 places, 8,3 tonnes, ex-CVF du Jura, acquise en 1992, remisée à Saint-Georges-de-Commiers[41].
  - BC 23, 1915 SIG, 30 places, 8,3 tonnes, acquise en 1985, transférée pour le Nyon-St.Cergue Rétro en août 2022.
  - BC 24, 1915 SIG, 30 places, 8,3 tonnes, acquise en 1985, garée à Saint-Georges-de-Commiers[41].
  - BC 52, 1918 SWS, 48 places, 13 tonnes, acquise en 1985, transférée au Train du Bas-Berry en juillet 2022.
  - BC 61, 1922, Dyle et Bacalan, 48 places, 13 tonnes, acquise en 1985, transférée au Train du Bas-Berry en juillet 2022[42].
  - BC 62, 1922, Dyle et Bacalan, 48 places, 13 tonnes, acquise en 1985, transférée au Train du Bas-Berry en juillet 2022.

- Voitures ex-Chemin de fer rhétique
  - B 242, acquise en 1993, ex-2272, transférée sur le CFV en juin 2021.
  - B 243, acquise en 1997, ex-2242, transférée sur le CFV  en août 2021.
  - B 244, acquise en 1997, ex-2243, transférée sur le CFV en juin 2021.
  - B 245, acquise en 1997, ex-2244, transférée sur le CFV en juin 2021.
  - B 201, acquise en 1987, ex-2241, transférée sur le Velay Express en août 2021.
  - B 202, acquise en 1987, ex-2273, transférée sur le Velay Express en août 2021.

- Voitures ex-Chemin de fer Montreux - Oberland Bernois
  - B 49, 1943, 66 places, 14,3 tonnes, acquise en 1998[43], transférée sur le Velay Express en août 2021.
  - AB 98, 1946, 51 places, 14 tonnes, acquise en 1998[44], transférée sur le Velay Express en août 2021.
- Voitures ex-chemin de fer Aigle-Sépey-Diablerets,
  - B 32, 32 places, acquise en 1988, transférée au Train du Bas-Berry en juillet 2022.
  - B 33, 32 places, acquise en 1988, transférée au Train du Bas-Berry en juillet 2022.
  - B 35, 32 places, acquise en 1988, restituée en 1993.

Ces voitures d'origine suisse sont équipées du frein à air comprimé Westinghouse, excepté celles provenant des Chemins de fer rhétiques équipées du frein à vide.

#### Wagons de marchandises
- Rko 131 et 132, wagons plats à bogies ex-Chemin de fer Martigny–Châtelard acquis en 1998 en échange des voitures ADt 74 et 75 restituées.

### Matériel acquis dans un but muséographique
Ce matériel sans utilité pour l'exploitation touristique a été acquis dans un but muséographique. L'objectif était dans les années 1980 de créer un musée des chemins de fer de montagne dans les emprises du chemin de fer de La Mure.

#### Matériel de laligne de Saint-Gervais-Vallorcine
Ce matériel originaire de la ligne Saint-Gervais-Vallorcine était prévu pour une exposition statique qui n'a pas été réalisée. 
- Z 216 fourgon automoteur, garé à Saint-Georges-de-Commiers.
- ZS 450, chasse neige à turbine, garé à Saint-Georges-de-Commiers.
- ZS 10003, voiture à voyageurs automotrice, garé à Saint-Georges-de-Commiers.
- ZS 10004, voiture à voyageurs automotrice, garé à Saint-Georges-de-Commiers.
- ZS 10066, voiture à voyageurs automotrice,
- ZS 10118, voiture à voyageurs automotrice,
- ZS 10119, voiture à voyageurs automotrice,
- ZS 10316, wagon couvert, garé à Saint-Georges-de-Commiers.
- ZS 10422, wagon tombereau, garé à La Motte-d'Aveillans.
- ZS 10212, wagon plat à traverse pivotante, garé à La Motte-d'Aveillans.

Deux voitures ont été exposées en gare de Saint-Georges-de-Commiers:
- ZS 10501, voiture bar, transférée sur le Chemin de fer de Bon-Repos en juillet 2024.
- ZR 20426, voiture salon, transférée sur le Chemin de fer de Bon-Repos en juillet 2024.

#### Matériel ex-Voies ferrées du Dauphiné
- K 38, wagon couvert ex Tramways Grenoble Chapareillan,
- B 201, caisse de voiture à bogies;

#### Matériel transformé par l'exploitant pour l'exploitation touristique

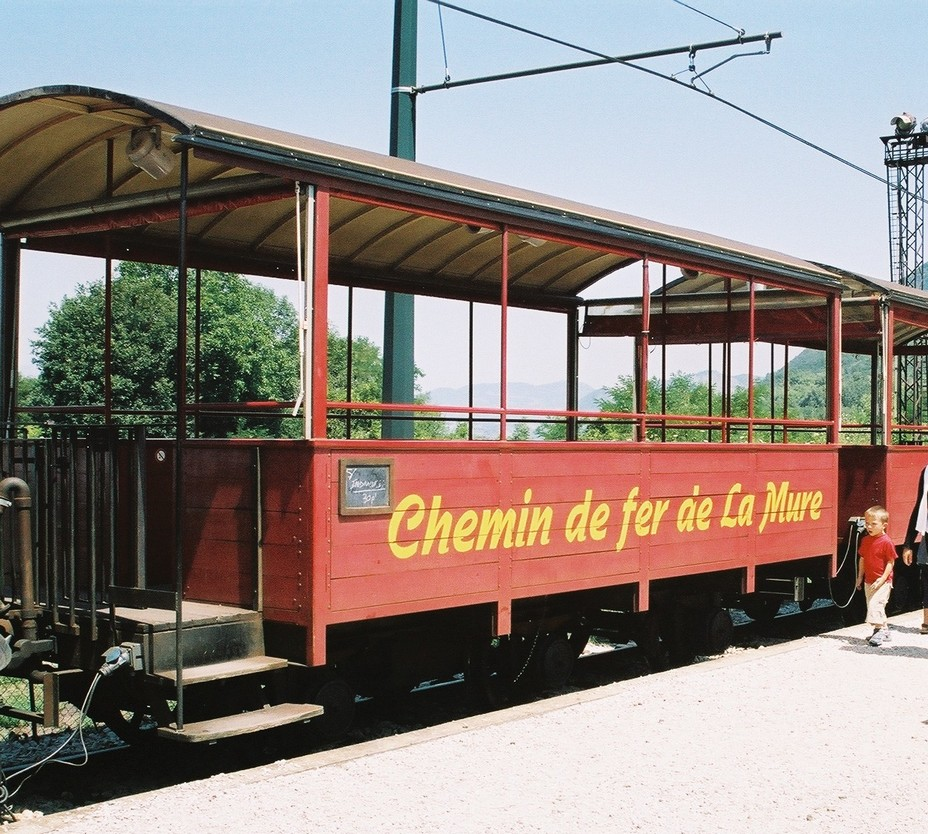
Voiture ouverte série B 301 à 303, construite en 1993.

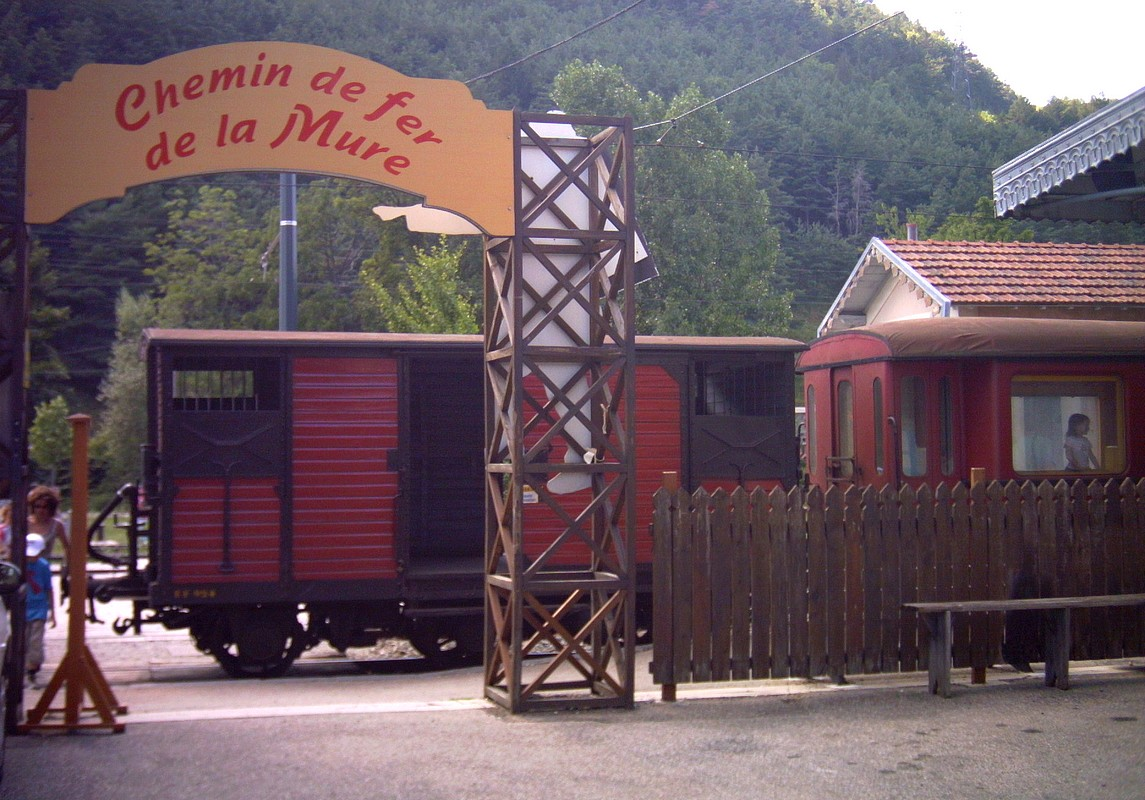
Wagon couvert transformé pour accompagner la rame suisse.

- B 301 à 303, voitures ouvertes, construites en 1993 sur des châssis à 3 essieux,
- Ef 912, wagon couvert équipé d'un attelage central et d'un compresseur d'air,
- Ef 915, wagon couvert transformé pour être intégré aux rames suisse, équipé d'un attelage central et d'un compresseur d'air.
- Ef 918, wagon couvert affecté au transport des vélos.
- Ef 924, wagon couvert équipé d'un attelage central et d'un compresseur d'air.

Les locomotives du SGLM étant équipé seulement du frein à vide, il a fallu équiper les locomotives d'une commande de frein à air. Trois wagons couverts à trois essieux ont été équipés d'un compresseur, composé de deux moteurs 1 500 Volts continu (provenant d'anciennes BB Midi démolies), couplés en série. Les commandes de frein ont été rajoutées sur deux des tracteurs SGLM-G: le T6, et le T9. Le wagon couvert est toujours placé en tête du train.

#### Matériel restauré à l'extérieur
- Voitures SGLM, B 27 et B 30; restaurées aux Ateliers de Tournon du chemin de fer du Vivarais en 1995 et 1997[45]
- Voiture RhB, B 242, restaurée aux Ateliers de Tournon du chemin de fer du Vivarais en 2002.
- Voiture SGLM, BC 19[46].
- Wagons LMG, 1001 et 1003, restaurés aux Ateliers de Tournon du chemin de fer du Vivarais en 2003.

### Matériel ayant quitté la ligne
Locomotive électrique

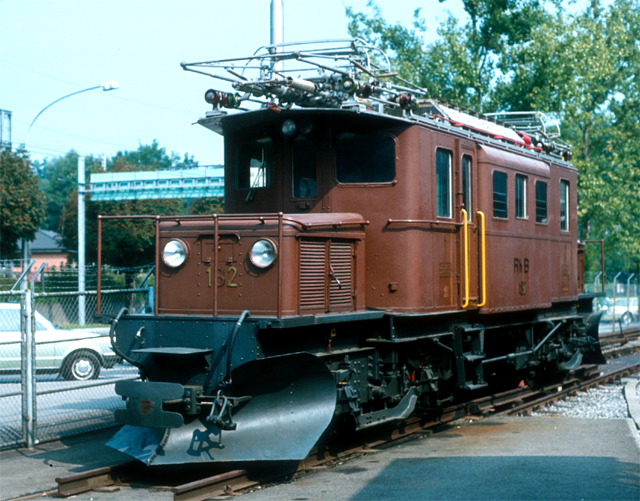
Locomotive No 182 retournée sur les chemins de fer rhétiques.

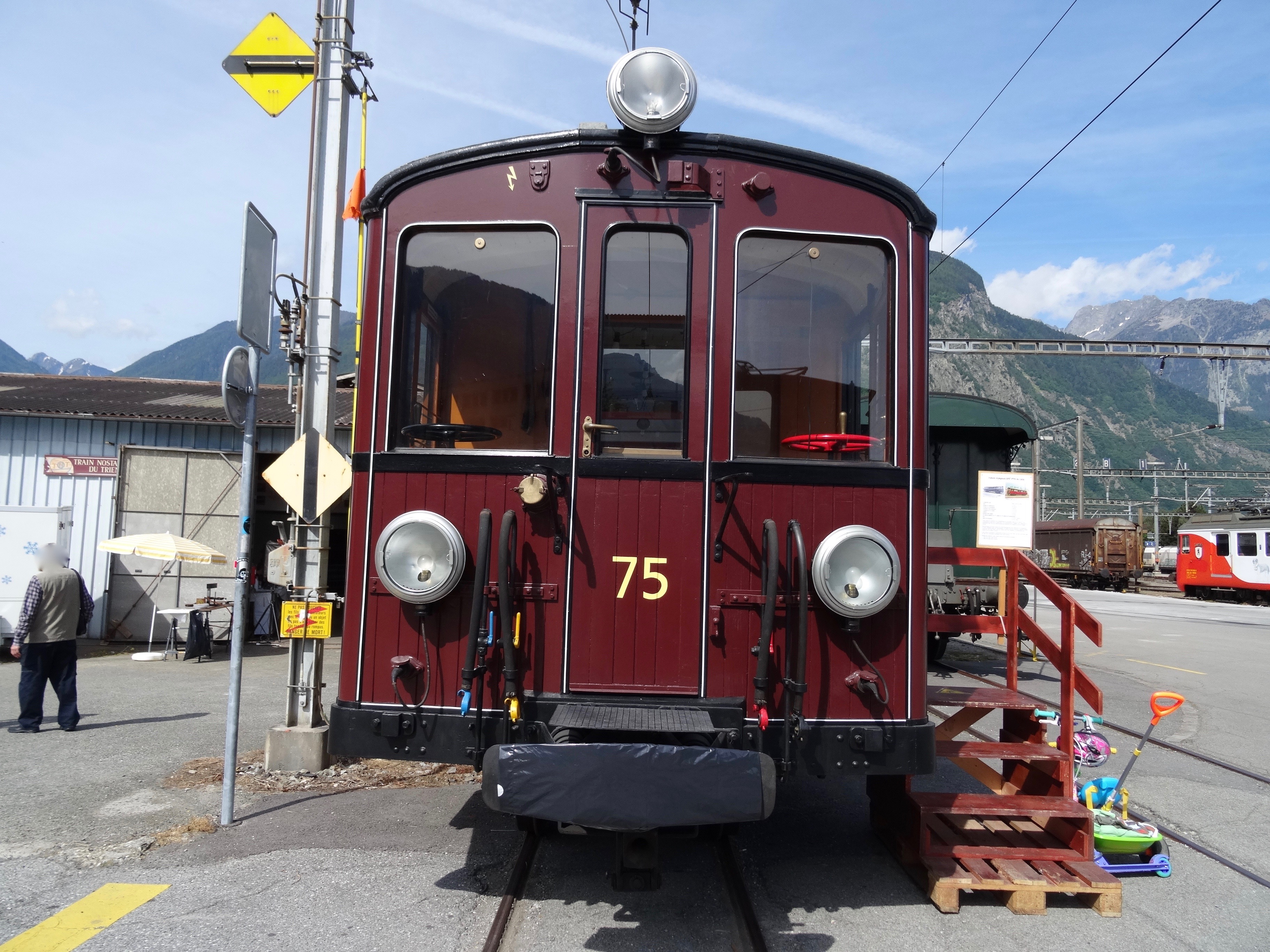
Voiture ADt75 retournée au chemin de fer Martigny-Châtelard.

- 182, ex-chemin de fer rhétique retournée en Suisse

Automotrice
- ABDe10, 1918, SWS ex-Chemin de fer Nyon-Saint-Cergue-Morez retournée à Nyon.

Voitures à voyageurs
- B 35, 32 places, ex-chemin de fer Aigle-Sépey-Diablerets, acquise en 1988, retournées en 1993.
- ADt 74 et 75, ex-Chemin de fer Martigny–Châtelard retournées en 1998.
- B 201, ex 2241 Chemins de fer Rhétique, transférée sur le Velay Express en 1998.
- B 202, ex 2273 Chemins de fer Rhétique, transférée sur le Velay-Express en 1998.
- B 242, acquise en 1993, ex-2272, transférée au Chemin de fer du Vivarais en juin 2021.
- B 244, acquise en 1997, ex-2243, transférée au Chemin de fer du Vivarais en juin 2021.
- B 245, acquise en 1997, ex-2244, transférée au Chemin de fer du Vivarais en juin 2021.
- B 243, acquise en 1997, ex-2242, transférée au Chemin de fer du Vivarais en août 2021.
- B 49, ex-Chemin de fer Montreux - Oberland Bernois, transférée sur le Velay Express en août 2021.
- AB 98, ex-Chemin de fer Montreux - Oberland Bernois, transférée sur le Velay Express en août 2021.
- B 32, 32 places, acquise en 1988, transférée au Train du Bas-Berry en juillet 2022.
- B 33, 32 places, acquise en 1988, transférée au Train du Bas-Berry en juillet 2022.
- BC 52, 1918 SWS, 48 places, 13 tonnes, acquise en 1985, transférée au Train du Bas-Berry en juillet 2022.
- BC 61, 1922, Dyle et Bacalan, 48 places, 13 tonnes, acquise en 1985, transférée au Train du Bas-Berry en juillet 2022.
- BC 62, 1922, Dyle et Bacalan, 48 places, 13 tonnes, acquise en 1985, transférée au Train du Bas-Berry en juillet 2022.

Wagons de marchandises
- H 280, wagon tombereau à houille équipé d'une citerne, transféré au MTVS dans l'Oise.
- Ef 901, wagon couvert, transféré sur le Chemin de fer du Vivarais.
- Ef 907, wagon couvert, transféré en 1996 sur le Chemins de fer de Provence.

Wagons trémie Richard
- N° Fd 2781, 2782, 2783 et 3781 à 3784, transférés sur le Chemin de fer Brigue-Viège-Zermatt.
- No 1019, wagon trémie transféré sur les Chemins de fer de Provence.
- No 1022, wagon trémie transféré sur la ligne de Chamonix, devenu U 20204 après transformation[47].
- No 1024, wagon trémie transféré sur le Velay Express.
- No 1029, wagon trémie transféré sur les Chemins de fer de Provence.
- No 1033, wagon trémie transféré sur les Chemins de fer de Provence, devenu 303[48].
- No 1042, wagon trémie transféré sur le chemin de Brigue-Viège-Zermatt, devenu Fd 2782[49].
- No 1044, wagon trémie transféré sur les Chemins de fer de Provence, devenu F 303.
- No 1057, wagon trémie transféré sur le chemin de Brigue-Viège-Zermatt, devenu Fd 2781.
- No 1068, wagon trémie transféré sur les Chemins de fer de Provence.
- No 1079, wagon trémie transféré sur la ligne de Chamonix, devenu U 20205 après transformation.
- No 1081 et 1082, wagons trémie transférés sur les Chemins de fer de Provence[50].

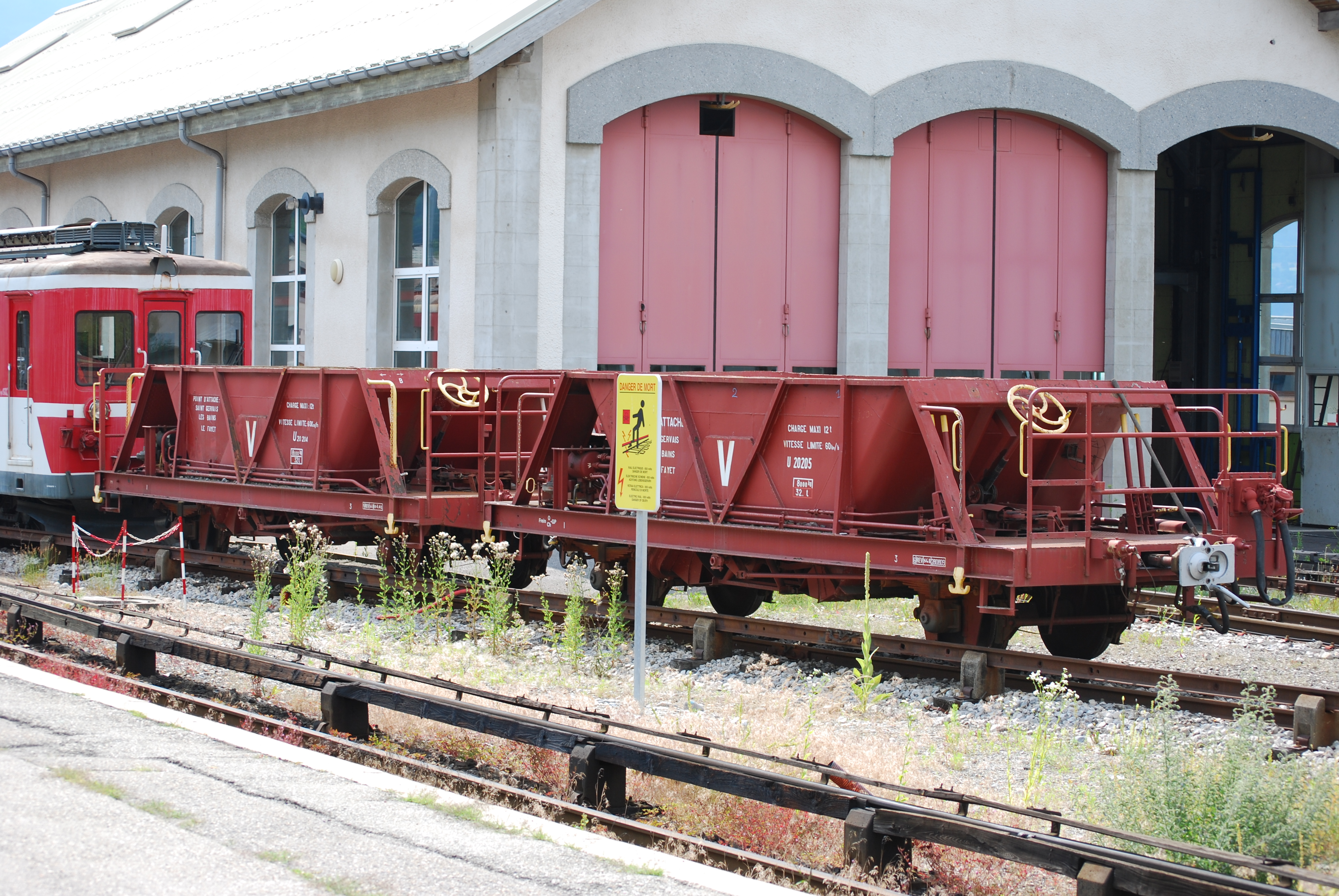
Wagon trémie transféré sur la ligne de Chamonix.
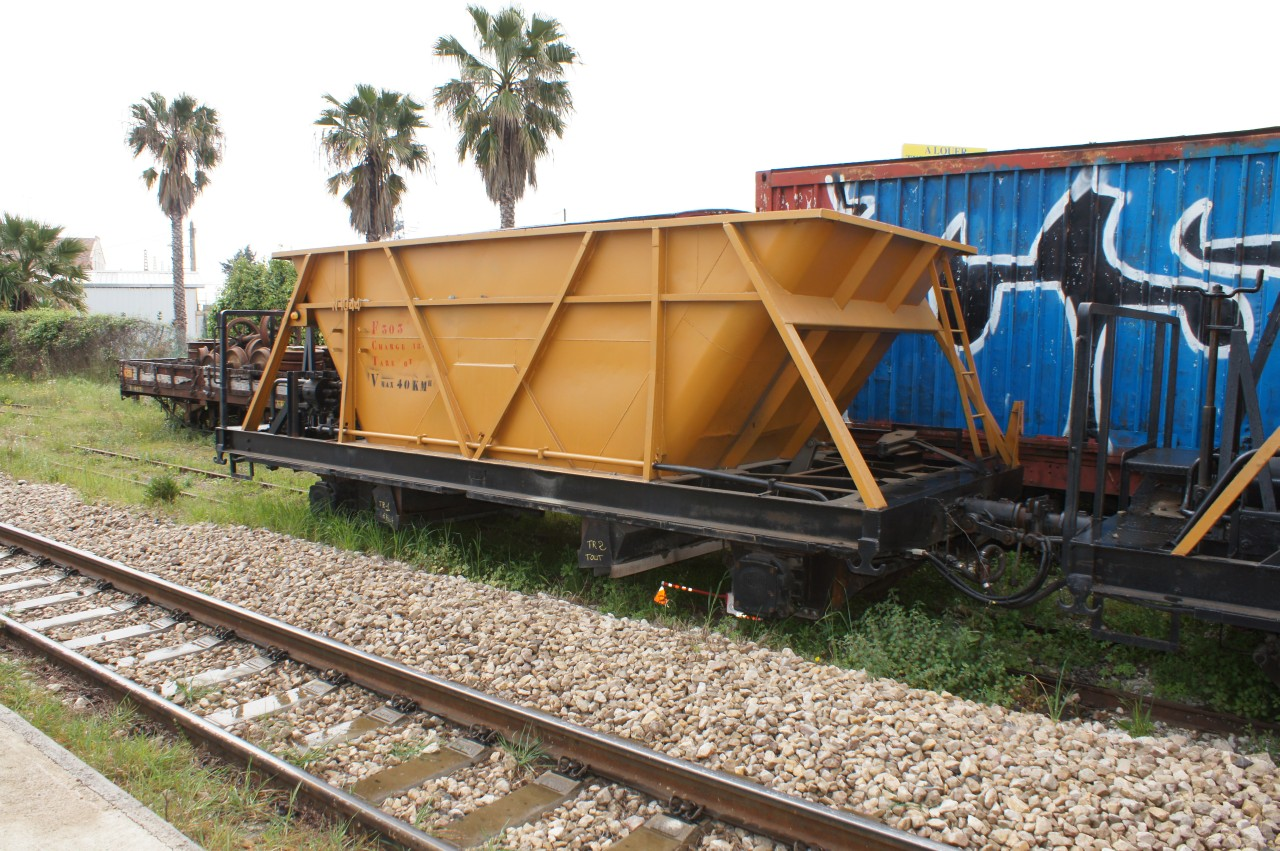
Wagon trémie transféré sur les chemins de fer de Provence.
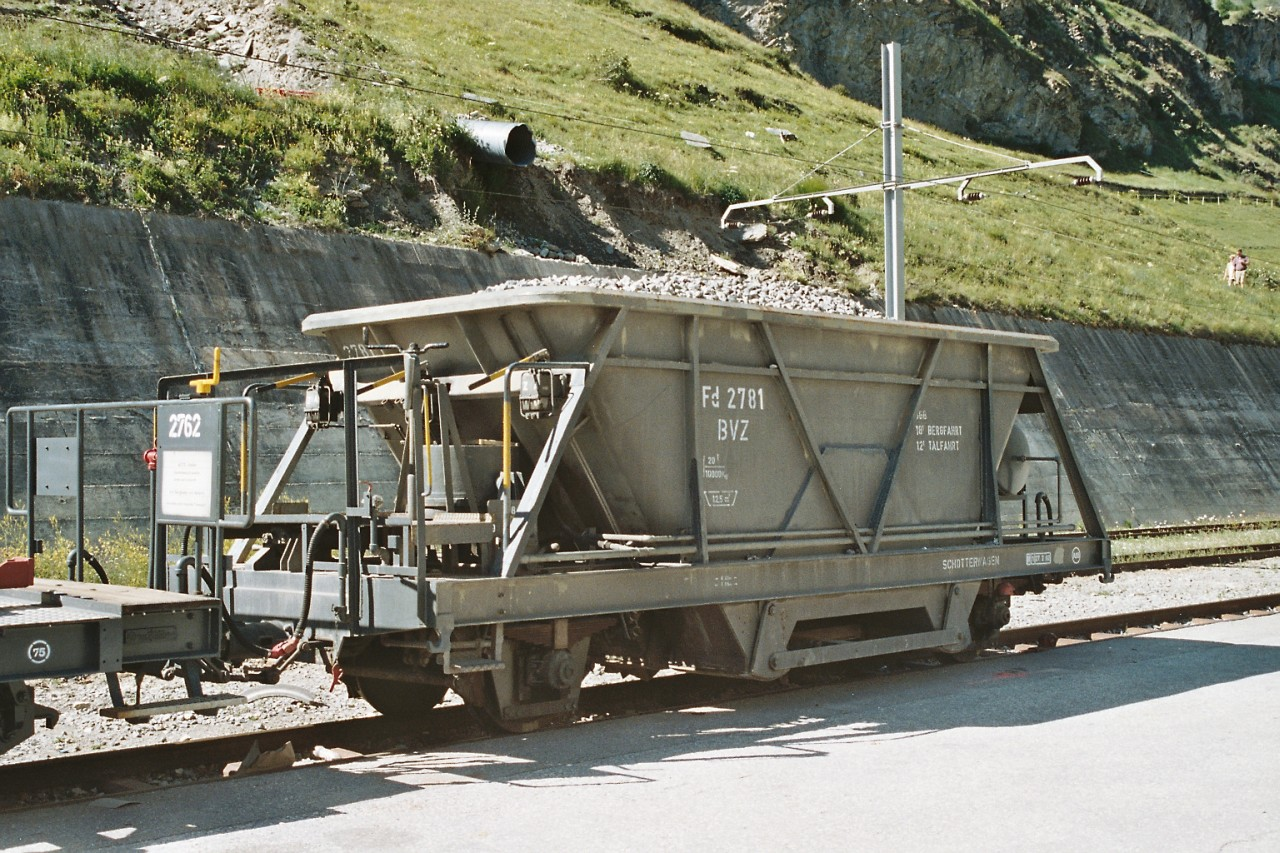
Wagon trémie transféré sur le chemin de fer de Brigue-Viège-Zermatt.